# John Tyler
John Tyler (Condado de Charles City, 29 de março de 1790 – Richmond, 18 de janeiro de 1862) foi um advogado e político norte-americano que serviu como o 10º presidente dos Estados Unidos entre 1841 e 1845, tendo antes brevemente servido como o 10º vice-presidente do país. Eleito pelo Partido Whig na eleição de 1840, Tyler tornou-se presidente com a morte de William Henry Harrison apenas um mês depois de sua posse. Era conhecido até aquele ponto como um apoiador dos direitos dos estados, algo que o fazia popular com o povo da Virgínia, porém suas ações como presidente mostraram sua disposição para apoiar políticas nacionalistas contanto que estas não infringissem os poderes estaduais. Mesmo assim, as circunstâncias inesperadas de sua ascensão à presidência e a ameaça de políticos ambiciosos como Henry Clay afastaram-no de ambos os grandes partidos da época. Tyler firmemente acreditava no destino manifesto e procurou fortalecer e preservar a União através da expansão territorial, mais notavelmente anexando a República do Texas em seus últimos dias na presidência.
Tyler nasceu em uma eminente família do estado da Virgínia, chegando à proeminência nacional durante uma época de agitações políticas. O único partido do país na década de 1820, o Democrata-Republicano, havia se dividido em duas facções. Ele inicialmente ficou com os Democratas, porém sua oposição contra Andrew Jackson e Martin Van Buren finalmente o fez migrar para o Partido Whig. Tyler serviu como deputado estadual, governador da Virgínia, deputado federal e senador antes de ser eleito vice-presidente em 1840. Ele foi colocado na chapa com o objetivo de atrair sulistas apoiadores dos direitos estaduais para o que na época era uma coligação a fim de frustrar a reeleição de Van Buren.
A morte de Harrison fez de Tyler o primeiro vice-presidente dos Estados Unidos a ascender à presidência sem ter sido eleito para a posição. Ele imediatamente fez o juramento do cargo, mudou-se para a Casa Branca e assumiu plenamente os poderes presidenciais com o objetivo de impedir quaisquer incertezas constitucionais, estabelecendo um precedente que seria usado por mais de um século até ser eventualmente codificado na Vigésima Quinta Emenda. Tyler achava que a maior parte da plataforma Whig era inconstitucional, vetando vários projetos de lei de seu partido. Ele acreditava que o presidente deveria estabelecer a política do país em vez de deferi-la ao Congresso, tentando evitar o establishment Whig, mais notavelmente o senador Clay. A maioria do gabinete de Tyler rapidamente renunciou, com os Whig expulsando-o do partido e apelidando-o de "Sua Acidência". Apesar de não ter sido o primeiro presidente a vetar projetos de lei, foi o primeiro a ter seu veto anulado pelo Congresso. Tyler conseguiu alcançar realizações internacionais apesar dos impasses na política nacional, como a assinatura do Tratado Webster-Ashburton com o Reino Unido e o Tratado de Wanghia com a Dinastia Qing.
Tyler dedicou os dois últimos anos de sua presidência à anexação do Texas. Ele inicialmente tentou ser reeleito presidente, porém retirou-se da disputa após não conseguir apoio. O Congresso acabou aprovando durante seus últimos dias no cargo uma resolução autorizando a anexação do Texas, algo que foi realizado por seu sucessor James K. Polk. Tyler ficou do lado dos Estados Confederados da América quando a Guerra de Secessão começou em 1861, sendo eleito para o congresso confederado pouco antes de morrer. Historiadores já elogiaram a determinação política de Tyler, porém sua presidência é geralmente tida em baixa estima. Atualmente ele é considerado um presidente obscuro com pouca presença na memória cultural dos Estados Unidos.

## Início de vida

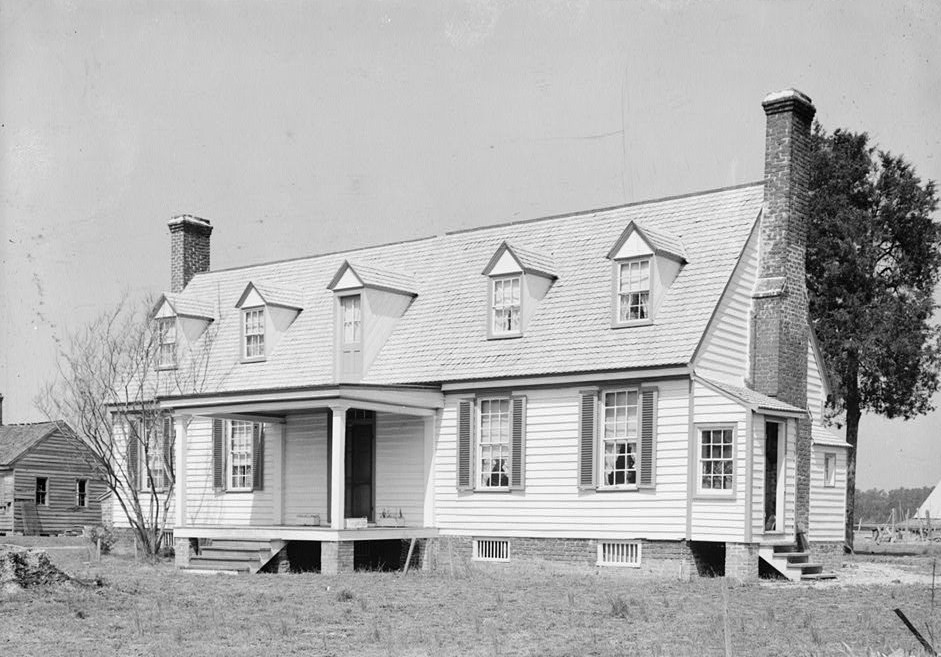
A casa da Greenway Plantation, onde Tyler cresceu e foi dono até 1829.

John Tyler nasceu em 29 de março de 1790 no Condado de Charles City, Virgínia, Estados Unidos. Sua família vinha de uma longa linhagem de políticos e traçava sua ascendência à Williamsburg do século XVII. Seu pai, John Tyler, Sr., também chamado de Juiz Tyler, foi amigo e colega de quarto de Thomas Jefferson e serviu como deputado estadual da Virgínia junto com Benjamin Harrison V, pai de William Henry Harrison. Tyler Sr. foi presidente da Câmara dos Delegados da Virgínia por quatro anos antes de tornar-se juiz estadual. Depois foi eleito governador e serviu como juiz na corte distrital de Richmond. Sua esposa Mary Marot Armistead era filha de Robert Booth Armistead, um proeminente fazendeiro. Ela morreu de um acidente vascular cerebral quando Tyler tinha sete anos de idade.
Tyler tinha dois irmãos e cinco irmãs e cresceu na Greenway Plantation, uma propriedade de 1 200 acres com uma casa de seis quartos construída por seu pai. Os quarenta escravos da família cultivavam várias culturas, incluindo trigo, milho e tabaco. Tyler Sr. estava disposto a pagar alto para tutores que desafiariam seus filhos academicamente. Tyler foi uma criança enferma, magra e propensa a sofrer de diarreia; tais problemas lhe afetariam pelo restante da vida. Ele entrou aos doze anos em um ramo preparatório da Faculdade de Guilherme e Maria. Tyler terminou o ramo escolar da faculdade em 1807 aos dezessete anos. Dentre os livros que formaram sua visão econômica estava A Riqueza das Nações de Adam Smith, com Tyler também desenvolvendo uma paixão pelas obras de William Shakespeare. Suas opiniões políticas foram moldadas pelo bispo James Madison, presidente da faculdade e primo do futuro presidente de mesmo nome; Madison serviu como um segundo pai para Tyler.
Tyler, depois de se formar, estudou direito com seu pai, na época um juiz estadual, e mais tarde também com Edmund Randolph, ex-Procurador-Geral e Secretário de Estado dos Estados Unidos. Ele foi aceito na associação de advogados com apenas dezenove anos, algo que no período era contra as regras: o juiz que o examinou não lhe perguntou sua idade. Nessa época, Tyler Sr. estava servindo como Governador da Virgínia, com seu filho começando a trabalhar em advocacia em Richmond, a capital estadual. Tyler comprou em 1813 uma plantation em Woodburn, morando no local até 1821.

## Carreira

### Política estadual
Tyler foi eleito em 1811 pelos residentes do Condado de Charles City para a Câmara dos Delegados da Virgínia. Ele serviu cinco mandatos consecutivos de um ano, atuando no comitê de Tribunal e Justiça. Suas principais posições políticas foram demonstradas ao final de seu mandato em 1816: um grande apoio aos direitos estaduais e oposição a um banco nacional. Ele juntou-se ao colega deputado Benjamin W. Leigh para censurar os senadores William Branch Giles e Richard Brent, que tinham votado por novo alvará para Primeiro Banco dos Estados Unidos contra as instruções da legislatura estadual; na época, as legislaturas elegiam os senadores e os instruíam em certas questões.
Ao mesmo tempo os Estados Unidos estavam enfrentando hostilidades com o Reino Unido na Guerra de 1812. Tyler, assim como a maioria dos norte-americanos da época, era antibritânico e pediu por ações militares no começo do confronto com um discurso na Câmara dos Delegados. Ele avidamente organizou uma companhia miliciana para defender Richmond depois de os britânicos terem em 1813 capturado a cidade de Hampton, assumindo o comando com a patente de capitão. Nenhum ataque ocorreu e a companhia foi dissolvida dois meses depois. Tyler recebeu uma concessão de terras perto da futura Sioux City, Iowa, por seus serviços militares.
Seu pai morreu em 1813 e Tyler herdou dezesseis escravos mais a fazenda plantantion. Ele renunciou do cargo de deputado em 1816 a fim de servir no Conselho Estadual do Governador, um grupo de oito conselheiros eleitos pela Assembleia Geral da Virgínia.

### Deputado federal
A morte do deputado federal John Clopton em 1816 abriu uma vacância na Câmara dos Representantes dos Estados Unidos pelo 23º distrito da Virgínia. Tyler procurou a vaga assim como seu amigo e aliado político Andrew Stevenson. A eleição foi uma disputa de popularidade já que os dois homens tinham as mesmas visões políticas. As conexões políticas e habilidades de campanha de Tyler lhe fizeram ganhar a eleição por uma pequena margem. Ele tomou posse no Décimo Quarto Congresso em 17 de dezembro como membro do Partido Democrata-Republicano, então o maior partido político dos Estados Unidos.
Apesar dos Democratas-Republicanos apoiarem os diretos estaduais, muitos de seus membros passaram a pedir um governo central mais forte após a Guerra de 1812. A maioria dos Congresso dos Estados Unidos queria ver o governo federal ajudar a financiar melhoramentos internos como portos e estradas. Tyler agarrou-se às suas crenças estritamente construcionistas, rejeitando tais propostas por motivos constitucionais e pessoais. Ele acreditava que cada estado deveria construir os projetos necessários dentro de suas próprias divisas usando dinheiro gerado localmente. O deputado chegou a comentar que a Virgínia não estava "em condição tão pobre para precisar de uma doação de caridade do Congresso". Tyler foi escolhido para participar de uma auditoria em 1818 do Segundo Banco dos Estados Unidos como parte de um comitê de cinco pessoas, ficando perplexo pela corrupção que percebeu ali dentro. Ele argumentou pela revogação do alvará do banco, porém o Congresso rejeitou tal proposta. Seu primeiro confronto com o general Andrew Jackson ocorreu após este invadir a Flórida em 1818 durante a Primeira Guerra Seminole. Apesar de elogiar o general, Tyler o condenou pelo excesso de zelo e pela execução de dois súditos britânicos. Ele foi eleito no começo de 1819 para um mandato completo de deputado.
Tyler foi dono de escravos por toda vida, chegando a ter quarenta em Greenway. Apesar de considerar a escravidão um mal e nunca ter tentado justificá-la, ele também nunca libertou um escravo. Tyler considerava a escravidão um assunto para cada estado e acreditava que o governo federal não tinha a autoridade para aboli-la. Não são bem documentadas as condições de seus escravos, porém os historiadores concordam que ele se importava com seu bem-estar e evitava empregar violência física contra eles.
A principal questão enfrentada pelo Décimo Sexto Congresso era se Missouri deveria ser aceito na União e se a escravidão seria permitida. Tyler reconhecia os malefícios da escravidão mas esperava que, ao deixá-la expandir, existiriam menos escravos no leste pois mestre e escravos aventurariam-se para o oeste, tornando possível considerar aboli-la Virgínia. A prática assim seria abolida pela ação individual dos estados enquanto a escravidão rareava-se, como tinha acontecido nos estados do norte. Ele votou contra o Compromisso do Missouri, que aceitou Missouri como estado escravocrata e o Maine como estado livre, por acreditar que o Congresso não tinha o poder de regular a escravidão e que aceitar estados baseado se tinham ou não escravos levaria a conflitos secionais. O Compromisso também proibia a escravidão em estados formados a partir da parte norte dos territórios. O projeto foi aprovado apesar da oposição de Tyler. Durante todo seu período como deputado, ele votou contra projetos de lei que restringiriam a escravidão.
Tyler não quis tentar reeleição em 1820, citando problemas de saúde. Ele reconheceu em particular que estava insatisfeito com sua posição, já que seus votos eram em sua maioria simbólicos e pouco fizeram para mudar a cultura política de Washington, D.C.; Tyler também comentou que financiar a educação de seus filhos seria difícil com o baixo salário de deputado. Ele deixou o cargo em 3 de março de 1821, apoiando Stevenson para assumir seu lugar, retornando a atuar como advogado em tempo integral.

### Volta à Virgínia
Tyler ficou inquieto e entediado após dois anos de advocacia e tentou em 1823 se eleger para a Câmara dos Delegados. Nenhum membro do Condado de Charles City estava procurando a reeleição e ele venceu facilmente em abril, terminando em primeiro dentre os três candidatos que procuravam ocupar duas vagas. Tyler assumiu seu lugar em dezembro do mesmo ano e descobriu que a câmara estava debatendo a iminente eleição presidencial de 1824. A convenção pública de indicação congressional, um antigo sistema de escolha de candidatos a presidente, ainda era usada apesar de sua impopularidade cada vez maior. Tyler tentou fazer com que os deputados estaduais escolhessem William H. Crawford como o candidato Democrata-Republicano. A oposição da convenção acabou com sua proposta apesar da legislatura apoiar Crawford.
Seu maior esforço durante seu segundo período como deputado estadual foi salvar a Faculdade de Guilherme e Maria, que estava na época sofrendo de um número cada vez menor de matrículas, problemas financeiros e correndo o risco de ser fechada. Tyler propôs o estabelecimento de uma série de reformas administrativas e fiscais em vez de mudar a instituição de Williamsburg para a capital Richmond, como alguns no estado tinham sugerido. Essas ideias foram aprovadas como lei e foram bem sucedidas: a instituição registraria o maior número de matrículas em sua história até então na década de 1840.

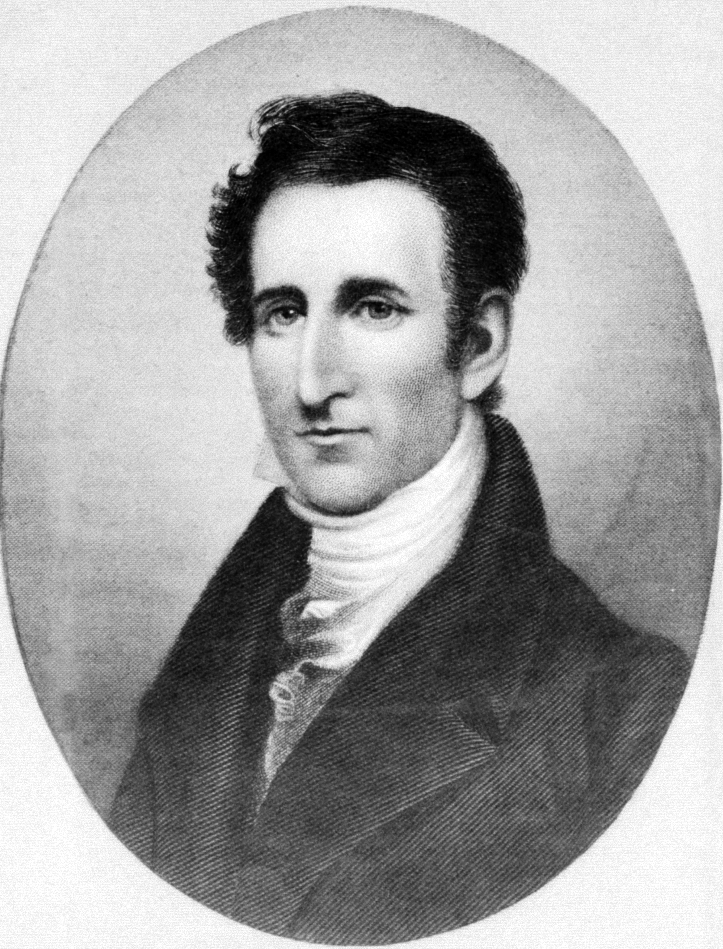
Tyler c. 1826

As sortes políticas de Tyler estavam crescendo; ele foi considerado na deliberação legislativa como um possível candidato para a eleição do senado em 1824. Ele foi indicado em dezembro de 1825 como Governador da Virgínia, posição que na época era nomeada pela legislatura estadual. Tyler foi eleito com 131 votos enquanto seu adversário John Floyd recebeu 81. O cargo de governador não tinha poderes sob a Constituição da Virgínia da época, não possuindo nem autoridade de veto. Ele gozou de uma plataforma oratória proeminente, porém pouco podia fazer para influenciar a legislatura. Seu ato mais visível como governador foi discursar durante o funeral do ex-presidente Jefferson, natal da Virgínia, que morreu em 4 de julho de 1826. Tyler admirava profundamente Jefferson e sua elegia eloquente foi bem recebida.
O mandato de Tyler como governador foi sem incidentes. Ele defendeu os direitos estaduais e foi firmemente contra qualquer concentração de poder federal. O governador sugeriu que a Virgínia expandisse seu próprio sistema de rodovias com o objetivo de frustrar as propostas de infraestrutura do governo federal. Também foi criada uma proposta para expandir o mal financiado sistema de escolas públicas do estado, porém nenhuma ação significativa foi realizada. Tyler foi unanimemente reeleito em dezembro de 1826 para mais um mandato de um ano.

### Senador
A Assembleia Geral da Virgínia considerou em janeiro de 1827 se deveriam eleger o senador John Randolph para um mandato completo de seis anos. Randolph era uma figura controversa: apesar de compartilhar com os legisladores a visão convicta dos direitos estaduais, tinha a reputação de ter uma retórica inflamada e comportamento errático, algo que colocava seus aliados em posições embaraçosas. Além disso, ele tinha feito inimigos ao opor-se ferozmente contra o presidente John Quincy Adams e o senador Henry Clay de Kentucky. Os nacionalistas do partido Democrata-Republicano apoiavam Adams e Clay e eram uma considerável minoria na legislatura da Virgínia. Eles esperavam tirar o cargo de Randolph ao conquistar os votos dos apoiadores dos direitos estaduais que estavam desconfortáveis com a reputação do senador. Eles abordaram Tyler e prometeram apoio se este fosse atrás da vaga. Tyler recusou várias vezes, apoiando Randolph, porém a pressão política continuou a aumentar. Ele eventualmente cedeu e afirmou que aceitaria o cargo se fosse o escolhido. Um membro da Assembleia argumentou no dia da votação de que não existiam diferenças entre os dois candidatos: Tyler simplesmente era uma pessoa mais agradável que Randolph. Os apoiadores do incumbente rebateram dizendo que a eleição de Tyler seria um tácito endosso da administração de Adams. A legislatura acabou selecionando Tyler por 115 votos a 110, com ele renunciando de seu posto de governador em 4 de março de 1827, o dia do começo de seu mandato de senador.

#### Dissidente
A campanha para a eleição presidencial de 1828 estava em andamento na época da eleição de Tyler para o Senado. O então presidente Adams estava sendo desafiado pelo general Jackson. Os Democratas-Republicanos tinham se dividido entre os Nacionais Republicanos de Adams e os Democratas de Jackson. Tyler não gostava do presidente por procurar aumentar o poder do governo federal, porém temia que o general fizesse o mesmo. Mesmo assim, Tyler cada vez mais foi pendendo politicamente para o lado de Jackson, esperando que este não tentaria gastar tanto dinheiro federal em melhoramentos internos quanto Adams. Sobre considerar o general, ele escreveu: "Dirigindo-me a [Jackson], posso ao menos me entregar à esperança; olhando para Adams devo me desesperar".
A primeira seção do Vigésimo Congresso começou no início de dezembro de 1827. Tyser serviu junto com seu colega da Virgínia e amigo Littleton Waller Tazewell, que compartilhava as mesmas visões construcionistas e apoio receoso a Jackson. Tyler durante seu período no Senado se opôs vigorosamente a todos os projetos de lei para projetos de infraestrutura nacional, acreditando que estes eram assuntos que cada estado deveria decidir por conta própria. Ele e seus colegas sulistas fracassaram em sua oposição à protecionista Tarifa de 1828, chamada de "Tarifa das Abominações" por seus detratores. Tyler sugeriu que o único resultado positivo da medida seria um repúdio político nacional, restaurando assim os direitos estaduais. Ele permaneceu um grande defensor dos direitos dos estados, afirmando "eles podem jogar a Constituição Federal para fora da existência com uma palavra; demolir a Constituição e espalhar seus fragmentos pelos ventos".
Jackson foi eleito e Tyler logo começou a discordar politicamente do novo presidente. O senador ficou frustrado pelo recém criado sistema de espólios, descrevendo-o como uma "arma eleitoral". Ele votou contra muitas das nomeações do presidente quando estas pareciam baseadas em patronagem ou quando não seguiam o processo constitucional. Opor-se às nomeações de um presidente de seu próprio partido era considerado "ato de insurgência". Tyler ficou particularmente ofendido por Jackson usar nomeações de recesso para instaurar três comissários que se encontrariam com emissários do Império Otomano, apresentando um projeto de lei repreendendo o presidente pelas ações.
Tyler tentou manter boas relações com Jackson, opondo-se ao presidente por princípio em vez de por partidarismo. Ele defendeu Jackson por vetar o projeto de financiamento da Estrada de Maysville, algo que o presidente tinha considerado inconstitucional. Tyler votou pela confirmação de várias nomeações de Jackson, incluindo a de Martin Van Buren como embaixador dos Estados Unidos no Reino Unido. A principal questão para a eleição presidencial de 1832 era a renovação do alvará do Segundo Banco dos Estados Unidos, algo que tanto o senador quanto o presidente se opunham. O Congresso votou em julho de 1832 pelo novo alvará, porém Jackson vetou o projeto de lei tanto por motivos práticos quanto por constitucionais. Tyler votou por manter o veto e apoiou o presidente em sua candidatura para reeleição.

#### Ruptura
A difícil relação de Tyler com seu partido chegou ao auge durante o Vigésimo Segundo Congresso quando começou a Crise da Nulificação. A Carolina do Sul, ameaçando secessão, aprovou em novembro de 1832 a Ordenança de Nulificação, declarando nula e inválida a "Tarifa das Abominações" dentro de suas divisas. Isto levantou a questão se os estados poderiam nulificar leis federais. Jackson negava tal direito e preparou-se para assinar o Projeto de Lei da Força para permitir que o governo federal usasse ações militares para fazer cumprir a tarifa. Tyler simpatizava com os motivos que levaram a Carolina do Sul a aprovar a nulificação e se opôs ao uso de força militar contra um estado, discursando sobre suas visões em fevereiro de 1833. Ele apoiou a Tarifa do Compromisso proposta por Clay e John C. Calhoun com o objetivo de reduzir gradualmente a tarifa ao longo de dez anos, algo que aliviou as tensões entre estados e governo federal.
Tyler sabia que, ao votar contra o Projeto de Lei da Força, estaria alienando a facção pró-Jackson na Virgínia, até mesmo aqueles que tinham tolerado sua irregularidade até então. Isto também prejudicaria sua própria reeleição em 1833, em que enfrentaria o Democrata pró-governo James McDowell. Tyler foi reeleito com o apoio de Clay por uma margem de doze votos; vários legisladores que o haviam apoiado meras algumas semanas antes acabaram votando contra ele como resultado de sua posição sobre o projeto de lei.
Jackson ofendeu Tyler ainda mais ao tentar dissolver o Banco dos Estados Unidos por decreto executivo. O presidente emitiu uma ordem em setembro de 1833 instruindo Roger B. Taney, o Secretário do Tesouro, a transferir fundos federais do Banco para bancos estaduais. Tyler viu isso como "presunção flagrante de poder", quebra de contrato e ameaça para a economia. Ele finalmente decidiu juntar-se aos oponentes de Jackson depois de meses o antagonizando. Tyler, enquanto estava no Comitê de Finança do Senado, votou em março de 1834 por duas resoluções de censura contra o presidente. Ele filiou-se ao recém-formado Partido Whig de Clay, que controlava o Senado. Com apenas algumas horas restantes na sessão de 3 de março de 1833, os Whigs elegeram Tyler como o presidente pro tempore do Senado como gesto simbólico de aprovação.
Os Democratas assumiram o controle da Câmara dos Delegados da Virgínia pouco depois. Tyler recebeu a oferta de virar juiz em troca de sua renúncia, porém recusou. Ele compreendia o que aconteceria a seguir: ele logo seria forçado pela legislatura a votar contra suas crenças constitucionais. O senador Thomas Hart Benton do Missouri apresentou um projeto de lei expurgando a censura contra Jackson. Tyler poderia ser instruído a votar pelo projeto através de uma resolução da legislatura estadual. Caso ignorasse as instruções, estaria violando seus próprios princípios: "o primeiro ato de minha vida política foi uma censura nos Srs. Giles e Brent por oposição às instruções", ele comentou. Tyler procurou o conselho de amigos pelos meses seguintes, recebendo respostas conflitantes. Ele sentiu por volta de fevereiro que sua carreira no Senado estava provavelmente no fim e enviou sua carta de renúncia para o vice-presidente Van Buren no dia 29 de fevereiro de 1836, afirmando:
| “ | Levarei comigo para a aposentadoria os princípios que eu trouxe comigo para a vida pública, e ao render-me da alta estação para a qual fui chamado pela voz do povo da Virgínia, vou dar o exemplo para meus filhos que lhes ensinará a considerar como nada lugar e cargo quando algum desses é obtido ou mantido pelo sacrifício da honra. | ” |

### Eleição de 1836
Apesar de Tyler desejar dar atenção para sua vida particular e família, ele logo foi puxado para a eleição presidencial de 1836. Seu nome era sugerido como um candidato vice-presidencial desde 1835, com os Whigs da Virgínia o nomeando como seu candidato no mesmo dia que os Democratas emitiram a instrução de expurgo. O novo Partido Whig não era suficientemente organizado para realizar uma convenção nacional e indicar uma chapa para enfrentar Van Buren, o sucessor de Jackson. Em vez disso, os Whigs de várias regiões estabeleceram sua chapa ideal, algo que refletiu a tênue coligação do partido: os Whigs de Massachusetts nomearam Daniel Webster e Francis Granger, os AntiMaçônicos do norte e os estados da fronteira apoiaram William Henry Harrison e Granger, enquanto os defensores dos direitos estaduais do sul ficaram do lado de Hugh Lawson White e Tyler. Em Maryland, a chapa era Harrison e Tyler e na Carolina do Sul consistia em Willie Person Mangum e Tyler. Os Whigs desejavam impedir que Van Buren alcançasse uma maioria no Colégio Eleitoral, jogando a eleição para a Câmara dos Representantes onde acordos poderiam ser feitos. Tyler esperava que os eleitores não fossem capazes de eleger um vice-presidente e que ele fosse uma das duas primeiras opções, das quais o Senado, sob a Décima Segunda Emanda, escolheria.
Tyler permaneceu em casa por toda a campanha e não realizou discursos, seguindo o costume da época de os candidatos não aparentarem querer o cargo. Ele recebeu apenas 47 votos do Colégio Eleitoral, da Geórgia, Carolina do Sul e Tennessee, ficando atrás tanto de Granger quanto de Richard Mentor Johnson de Kentucky. Harrison foi o candidato Whig de maior número de votos para presidente, porém perdeu para Van Buren. A eleição presidencial foi decidida pelo Colégio Eleitoral como normalmente, porém a eleição vice-presidencial ficou com o Senado pela única vez na história norte-americana, com a escolha sendo Johnson sobre Granger logo na primeira votação.

### Figura nacional
Tyler manteve-se envolvido nas políticas da Virgínia mesmo atuando como senador. Ele serviu como membro da convenção constitucional estadual entre outubro de 1829 e janeiro de 1830, um papel que ele esteve relutante em aceitar. A Constituição da Virgínia original dava enorme influência para os condados mais conservadores do leste, já que ela alocava um número igual de legisladores para cada condado (independente do tamanho da população) e apenas concedia sufrágio para proprietários de terra. A convenção deu maior oportunidade de expansão de influência para os condados mais liberais do oeste. Tyler, um senhor de escravos do leste da Virgínia, apoiava o sistema anterior. Entretanto, ele manteve a discrição durante todo o debate por não desejar alienar as facções políticas estaduais. Tyler estava focando em sua carreira no Senado, que necessitava de uma ampla base de apoio, realizando discursos durante a convenção defendendo a unidade e um meio-termo.
Após a eleição de 1836, Tyler acreditava que sua carreira política estava no fim e assim planejou voltar para a advocacia. Um amigo lhe vendeu uma boa propriedade em Williamsburg em 1837. Entretanto, Tyler foi incapaz de permanecer longe da política e conseguiu se reeleito para a Câmara dos Delegados, assumindo seu lugar em 1838. Nesse momento ele era uma figura política nacional, com seu terceiro mandato de delegado abordando questões nacionais como a venda de terras públicas.
Seu sucessor no Senado foi William Cabell Rives, um Democrata conservador. A Assembleia Geral considerou em fevereiro de 1839 quem deveria preencher o cargo que terminaria o mandato no mês seguinte. Rives tinha distanciado-se do partido, assinalando uma possível aliança com os Whigs. Já que Tyler tinha rejeitado completamente os Democratas, ele esperava que os Whigs o apoiassem. Mesmo assim, muitos Whigs consideravam Rives uma escolha politicamente vantajosa pois esperavam poder aliar-se com a ala conservadora do Partido Democrata para a eleição presidencial de 1840. Essa estratégia foi apoiada por Clay, líder do partido, que mesmo assim admirava Tyler na época. O voto acabou dividido entre três candidatos, incluindo Tyler e Rives, com a vaga no Senado permanecendo vaga por quase dois anos até janeiro de 1841.

## Eleição de 1840

### Escolha
Os Estados Unidos estavam em uma séria recessão chamada de Pânico de 1837 na época em que a Convenção Nacional Whig de 1839 se reuniu em Harrisburg, Pensilvânia. Os esforços mal-sucedidos do presidente Van Buren de lidar com a situação lhe custou o apoio público. Já que o Partido Democrata estava dividido em várias facções, era provável que a chapa Whig fosse eleita no ano seguinte. Harrison, Clay e o general Winfield Scott tentavam a vaga de candidato a presidente. Tyler compareceu à convenção e foi um dos delegados da Virgínia, porém não teve nenhuma função oficial. A delegação da Virgínia recusou-se a fazer de Tyler seu candidato favorito a presidente por causa da ainda não resolvida questão sobre a eleição do Senado. O próprio não fez nada para melhorar suas chances. Caso Clay, que era seu candidato preferido para presidente, fosse o escolhido, Tyler provavelmente não seria escolhido como vice-presidente pois a vaga deveria ir para um nortenho com o objetivo de garantir um equilíbrio geográfico.
A convenção ficou em um empasse entre os três candidatos, com os votos da Virgínia indo para Clay. Muitos Whigs nortenhos se opunham ao senador, com alguns, incluindo Thaddeus Stevens da Pensilvânia, mostrando aos sulistas uma carta escrita por Scott em que ele aparentemente demonstrava sentimentos abolicionistas. A delegação da Virgínia anunciou que Harrison seria sua segunda escolha, fazendo com que muitos dos apoiadores de Scott lhe abandonassem, com Harrison conseguindo a indicação.
Pouca importância era dada para a indicação do vice-presidente; até então, nenhum presidente fora incapaz de completar seu mandato. Assim, as especificidades de como Tyler foi escolhido permanecem incertas. O historiador Oliver Perry Chitwood aponta que Tyler era um candidato lógico: como dono de escravos sulista, ele tanto equilibrava a chapa quanto acalmava os temores sulistas de que Harrison pudesse ter tendências abolicionistas. Tyler fora candidato à vice-presidência em 1836 e sua presença na chapa poderia ajudar na Virgínia, o estado mais populoso do sul. Thurlow Weed, um editor de jornal de Nova Iorque e um dos gerentes da convenção, alegou que "Tyler foi finalmente pego porque nós não conseguimos que alguém aceitasse", porém só disse isso posteriormente quanto o então presidente rompeu com o Partido Whig. Inimigos de Tyler afirmaram que ele chorou seu caminho até a Casa Branca, tendo recebido a indicação após chorar pela derrota de Clay, porém tal emoção seria improvável já que o senador não retribuiu o apoio de Tyler, defendendo Rives para a vaga no Senado. A Virgínia absteve-se quando seu nome foi colocado na votação, porém Tyler mesmo assim recebeu a maioria necessária. Como presidente, ele foi acusado de conquistar a indicação ao esconder suas visões, algo que respondeu dizendo que nunca tinham lhe perguntado sobre elas. O biógrafo Robert Seager II manteve que a escolha de Tyler ocorreu por escassez de candidatos alternativos: "Ele foi colocado na chapa para atrair o Sul a Harrison. Não mais, nem menos".

### Campanha

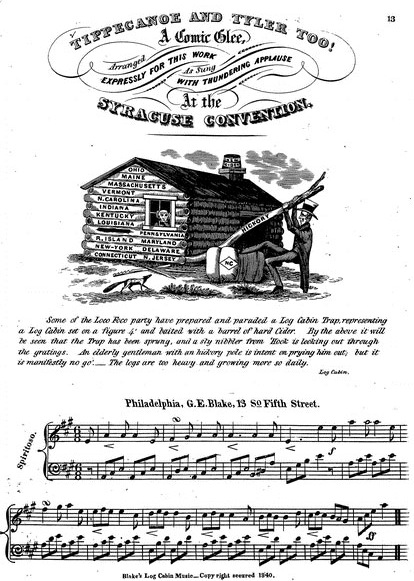
Panfleto e partitura da canção eleitoral "Tippecanoe and Tyler Too"

Não existia uma plataforma Whig; os líderes decidiram que tentar estabelecer uma iria dividir o partido. Dessa forma, os Whigs concorreram na oposição a Van Buren, culpando-o e os Democratas pela recessão. Tyler foi elogiado em materiais de campanha por sua integridade em renunciar sobre as instruções da legislatura. Os Whigs esperavam poder amordaçar Harrison e Tyler, impedindo assim que fizessem declarações que alienassem partes do partido. Entretanto, o vice-presidente Johnson realizou uma viagem de discursos bem-sucedida, com Tyler sendo chamado até Columbus, Ohio, para falar diante da convenção local, um discurso que tinha a intenção de garantir aos nortenhos que ele compartilhava as visões de Harrison. Tyler fez discursos em comícios durante sua jornada de quase dois meses. Ele não conseguia evitar perguntas e, ao ser interrogado e admitir que apoiava a Comissão da Tarifa (algo que muitos Whigs não apoiavam), precisou citar os discursos vagos de Harrison para poder escapar. Tyler evitou completamente a questão do Banco dos Estados Unidos, um dos principais pontos de discussão da época, durante sua fala de duas horas em Columbus.
Para vencer a eleição, os líderes Whig decidiram mobilizar pessoas por todo o país, incluindo mulheres, que não podiam votar. Esta foi a primeira vez que um partido político norte-americano incluiu mulheres nas atividades de campanha em ampla escala, com as mulheres da Virgínia estando muito ativas em nome de Tyler. O partido esperava evitar problemas e vencer através do entusiasmo público, com procissões com tochas e comícios políticos com muito álcool. O interesse pela campanha foi sem precedentes, com muitos eventos públicos. A imprensa Democrata representou Harrison como um soldado velho, que abandonaria sua própria campanha caso recebesse um barril de sidra para beber em seu chalé de madeira. Não foi publicado o fato que ele vivia em uma propriedade palaciana na margem do rio Ohio, com Tyler também morando em uma boa residência, porém imagens de chalés de madeira acabaram aparecendo em todos os lugares, desde estandartes até garrafas de uísque. Sidra era a bebida favorita de muitos fazendeiros e comerciantes, com os Whigs afirmando que Harrison preferia a bebida do homem comum. Os Democratas reclamaram que a campanha liberal de seus oponentes incentivava bebedeiras.
O serviço militar de Harrison foi enfatizado, dai surgindo a canção eleitoral "Tippecanoe and Tyler Too", referindo-se a sua vitória na Batalha de Tippecanoe em 1811; o slogan permanece conhecido nos Estados Unidos até hoje. Corais surgiram por todo o país cantando canções patrióticas e inspiradoras: um editor Democrata afirmou ter achado inesquecíveis os temas em apoio ao Partido Whig. Dentre as letras cantadas estava "We shall vote for Tyler therefore/Without a why or wherefore" (em português: "Votaremos para Tyler portanto/Sem um motivo ou por que"). O historiador Louis Hatch comentou que "os Whigs rugiram, cantaram e forçaram o 'herói de Tippecanoe' para a Casa Branca".
Clay, apesar de amargurado por outra de suas muitas derrotas pela presidência, foi apaziguado pela saída de Tyler da disputa ainda não resolvida para o Senado, algo que permitiria a eleição de Rives, realizando campanha na Virgínia pela chapa do partido. Tyler previu que os Whigs facilmente ganhariam na Virgínia; ele ficou envergonhado quando isso mostrou-se incorreto, porém foi consolado pela vitória na eleição geral. Harrison e Tyler venceram no voto eleitoral por 234 a 60, com 53 por cento do voto popular. Van Buren venceu em apenas seis estados dos 26 totais. Os Whigs também conquistaram a maioria nas duas câmaras do Congresso.

## Vice-presidência
Tyler permaneceu em Williamsburg como vice-presidente eleito. Em particular ele expressou esperanças que Harrison se mostrasse decisivo e não permitisse intrigas dentro do Gabinete, especialmente nos primeiros dias do governo. Tyler não participou da seleção do Gabinete e não recomendou ninguém para cargos federais sob a nova administração Whig. Harrison, assediado por pessoas que buscavam cargos e pelas exigências de Clay, enviou cartas a Tyler em duas ocasiões pedindo conselhos sobre se uma nomeação de Van Buren deveria ser dispensada. Em ambos os casos, Tyler recomendou contra e Harrison de acordo afirmou: "O sr. Tyler diz que eles não devem ser removidos, e eu não os removerei". Os dois se encontraram brevemente em Richmond em fevereiro e assistiram a uma parada juntos, mas não discutiram política.
Tyler tomou posse em 4 de março de 1841 dentro da câmara do Senado, realizando um discurso de três minutos sobre os direitos estaduais antes de participar da posse de novos senadores e comparecer à posse de Harrison. O presidente realizou um discurso de duas horas sob um frio congelante, com o vice-presidente depois disso voltando para o Senado a fim de receber as nomeações do Gabinete, presidindo sobre as confirmações no dia seguinte para um total de duas horas como presidente do Senado. Tyler esperava poucas responsabilidades e assim deixou Washington discretamente, retornando para sua casa em Williamsburg. Seager posteriormente escreveu que "Caso William Henry Harrison tivesse vivido, John Tyler sem dúvida nenhuma teria sido tão obscuro quanto qualquer outro vice-presidente na história Americana".

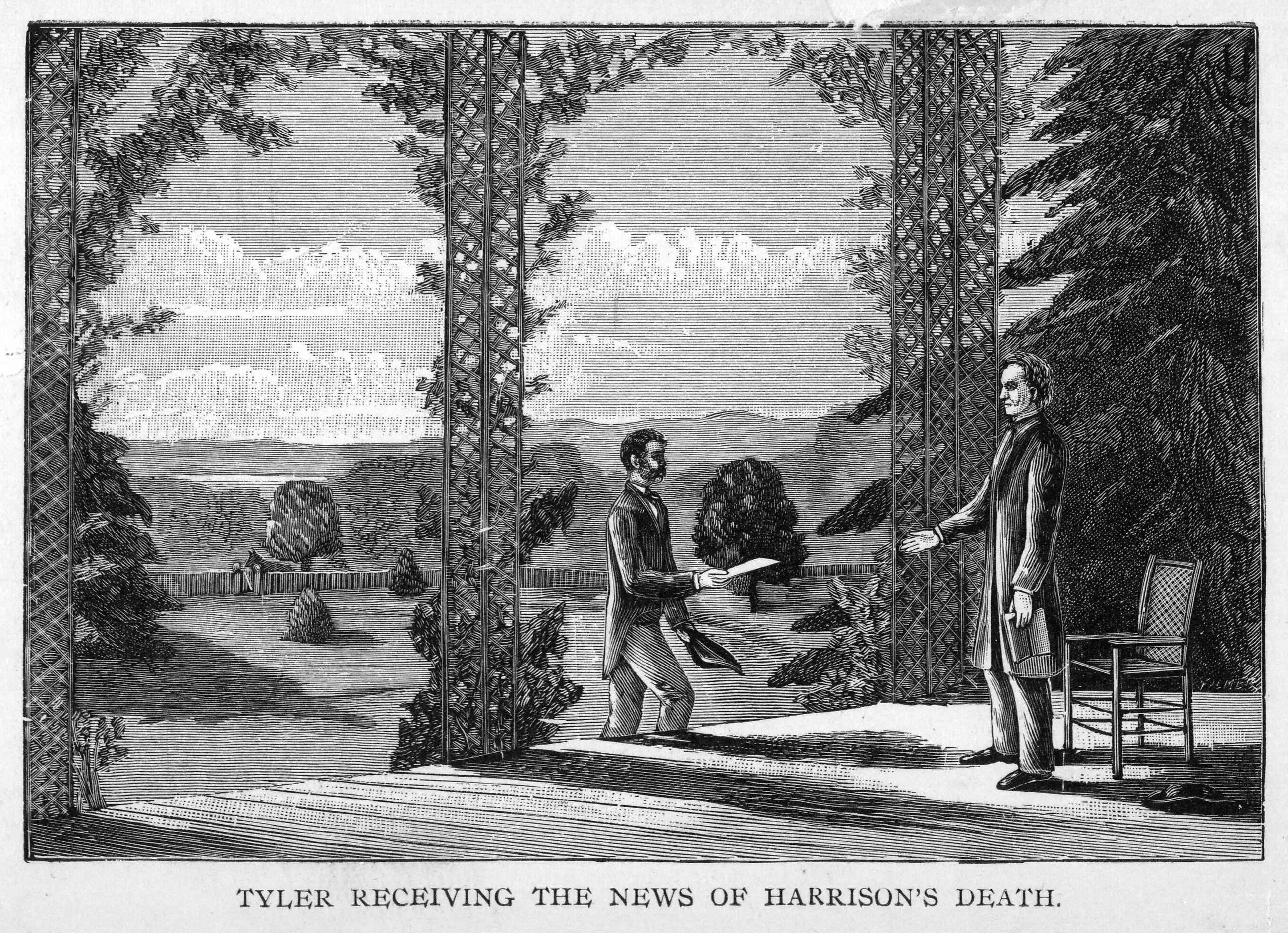
Ilustração de 1888 de Tyler recebendo as notícias da morte de Harrison

Enquanto isso, Harrison lutou para cumprir as exigências de Clay e outros que procuravam cargos e influência no novo governo. A idade avançada e saúde debilitada do presidente não foram segredos durante a campanha, com a questão da sucessão presidencial estando na mente de vários políticos. As primeiras semanas da presidência afetaram a saúde de Harrison, com ele pegando pneumonia e pleurisia no final de março após passar por uma tempestade. Daniel Webster, o Secretário de Estado, informou Tyler em 1º de abril sobre a condição do presidente; dois dias depois, o advogado James Lyons escreveu com notícias de que Harrison tinha piorado, comentando que "Não ficarei surpreso de ouvir no correio de amanhã que o Gen. Harrison partiu". O vice-presidente estava determinado em não viajar para Washington por não querer parecer indecoroso em antecipação pela morte do presidente. Fletcher Webster, filho do secretário e Escriturário Chefe do Departamento de Estado, chegou na fazenda de Tyler pelo amanhecer do dia 5 de abril com uma carta de seu pai informando sobre a morte de Harrison na manhã do dia anterior.

## Presidência

### "Sua Acidência"
A morte sem precedentes de Harrison no cargo causou incertezas consideráveis sobre a sucessão presidencial. A Constituição dos Estados Unidos apenas afirmava que:
| “ | Em caso da remoção do Presidente do cargo, ou de sua morte, renúncia, ou incapacidade de despachar os poderes e deveres do dito cargo, o mesmo recairá sobre o Vice-Presidente | ” |

Isso levou a questão sobre se o cargo de presidente "recaia" sobre o vice-presidente ou meramente seus poderes e deveres. O Gabinete se reuniu apenas uma hora depois da morte de Harrison e, de acordo com um relato posterior, determinou que Tyler seria "Vice-Presidente Presidente em exercício". Entretanto, quando Tyler chegou em Washington às 4h da manhã do dia 6 de abril, ele estava firmemente convicto de que era, em título e de fato, o Presidente dos Estados Unidos. Tyler realizou o juramento de posse como presidente a partir de sua própria determinação, algo que foi administrado sem qualificações pelo juiz William Cranch dentro de um quarto de hotel. Ele considerava o juramento presidencial redundante ao seu juramento de vice-presidente, porém desejava acabar com quaisquer dúvidas sobre sua ascensão.
Tyler convocou o Gabinete para uma sessão imediatamente após sua posse, tendo decidido manter todos os seus membros. Webster lhe informou sobre a prática de Harrison de decidir políticas a partir de votações majoritárias. O Gabinete esperava que o novo presidente continuasse essa prática. Tyler ficou espantado e rapidamente os corrigiu:
| “ | Perdoem-me, cavalheiros; eu estou muito contente de ter em meu Gabinete estadistas tão hábeis como vós provaram-se ser. E eu ficarei satisfeito de me dispor de vossos conselhos e recomendações. Porém eu nunca posso consentir em ser ditado sobre o que devo ou não devo fazer. Eu, como Presidente, serei responsável por meu governo. Eu espero ter vossas calorosas cooperações em realizar vossas medidas. Enquanto vós acharem capazes de fazer isto, ficarei feliz em tê-los comigo. Quando acharem o contrário, vossas renúncias serão aceitas. | ” |

Ele realizou um discurso de posse em 9 de abril, reafirmando seus pensamentos fundamentais da democracia Jeffersoniana e poder federal limitado. A reivindicação de Tyler de que era presidente não foi inicialmente aceita por membros da oposição no Congresso como o ex-presidente Adams, que achava que ele deveria ser um cuidador sob o título de "Presidente em exercício" ou permanecer como vice-presidente em nome. Dentre aqueles que questionavam sua autoridade estava Clay, que pretendia ser "o poder real atrás do trono vacilante" enquanto Harrison estava vivo, querendo o mesmo para Tyler. Clay o via como o "vice-presidente" e sua presidência como uma mera "regência".
Ratificação da decisão pelo Congresso veio por meio da costumeira notificação que se faz ao presidente, ou seja em sessão e disponível para receber mensagens. Ambas as câmaras receberam emendas mal-sucedidas de remover a palavra "presidente" em favor de alguma expressão com o termo "vice-presidente" para referir-se a Tyler. O senador Robert J. Walker de Mississippi, um membro da oposição, afirmou que era absurda a ideia de que Tyler ainda era o vice-presidente e poderia presidir o Senado.
Os oponentes de Tyler nunca o aceitaram totalmente como o presidente. Ele era chamado por muitos com apelidos jocosos, incluindo "Sua Acidência". Entretanto, Tyler jamais vacilou em sua convicção de que era o presidente legítimo; quando seus oponentes enviam correspondências à Casa Branca endereçadas ao "vice-presidente" ou "presidente em exercício", Tyler fazia com que fossem devolvidas sem serem abertas.

### Economia e conflitos

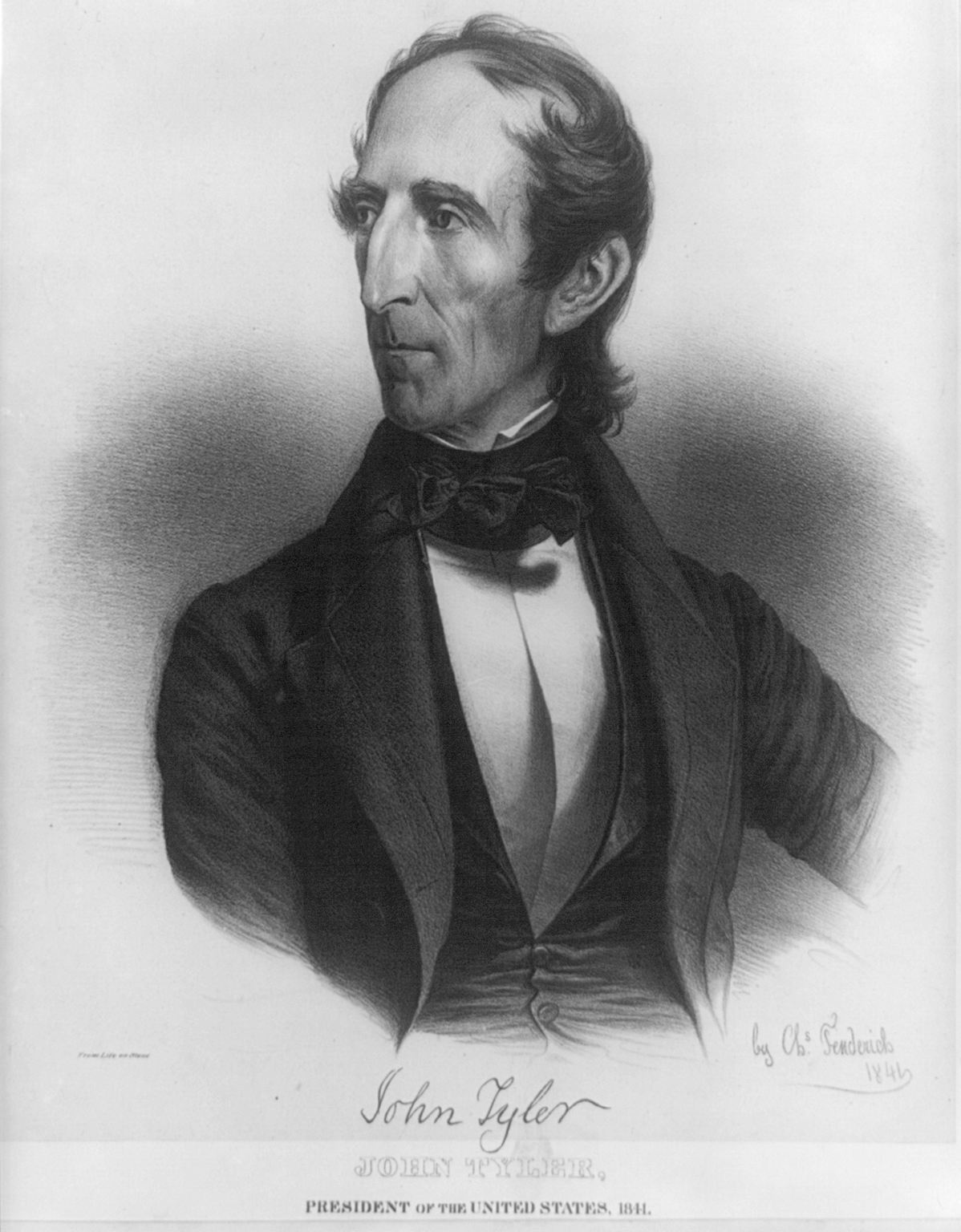
Tyler c. 1841

Era esperado que Harrison aderisse fielmente às políticas do Partido Whig e deferisse aos líderes congressionais partidários, particularmente Clay. Tyler, inicialmente estava de acordo com os novos Whigs do Congresso e ratificou leis como um ato de preempção garantindo "soberania posseira" para colonos em terras públicas, um ato de distribuição, uma nova lei sobre falência e a revogação do Tesouro Independente instaurado por Van Buren. Porém quando o assunto foi a grande questão dos bancos, o presidente logo divergiu do partido. Em duas ocasiões ele vetou legislações de Clay para um banco nacional. Apesar do segundo projeto ter supostamente sido moldado a fim de abordar suas objeções sobre o primeiro veto, a versão final não foi. Esta prática fora projetada com o objetivo de proteger Clay de ter um presidente bem-sucedido concorrendo pela nomeação Whig na eleição de 1844. Tyler propôs um plano fiscal alternativo conhecido como "Tesouraria", porém os amigos do senador não aceitaram.
Após o segundo veto do banco, os membros do gabinete entraram no escritório de Tyler no dia 11 de setembro de 1841 e renunciaram de seus cargos um a um – uma manobra orquestrada por Clay para forçar a renúncia do presidente e colocar no lugar Samuel L. Southard, o presidente pro tempore do Senado. A única exceção foi Webster, que permaneceu para finalizar aquilo que se tornou o Tratado Webster-Ashburton e demonstrar sua independência de Clay. Quando o secretário lhe contou que estava disposto a ficar, Tyler supostamente disse: "Dê-me vossa mão sobre isso e direis a tu que Henry Clay é um homem condenado". O Congresso Whig expulsou o presidente do partido em 13 de setembro quando ficou claro que ele não renunciaria. Tyler foi atacado pelos jornais Whigs e recebeu centenas de cartas com ameaças de assassinato. Os Whigs do Congresso ficaram tão furiosos com Tyler que recusaram-se a disponibilizar fundos para reformar a Casa Branca, que então estava muito deteriorada.

#### Impostos
O governo federal enfrentava uma previsão de orçamento em déficit de onze milhões de dólares por volta da metade de 1841. Tyler reconheceu a necessidade de impostos mais altos, porém queria permanecer dentro da margem de vinte por cento criada pelo Compromisso dos Impostos de 1833. Como medida de emergência para gerenciar as dívidas estaduais cada vez maiores, ele também apoiou um plano para distribuir aos estados quaisquer rendas vindas da venda de terras públicas, mesmo isto cortando a renda federal. Os Whigs apoiavam altos impostos protecionistas e financiamento nacional de obras estaduais de infraestrutura, então existia terreno em comum suficiente para se chegar a um acordo. O Ato de Distribuição de 1841 criou um programa de distribuição com um teto de impostos em vinte por cento; um segundo projeto de lei aumentou os impostos de certos bens para esse valor. Ficou claro em março de 1842 que, apesar dessas medidas, o governo federal ainda estava em uma perigosa situação financeira.
A raiz do problema era a crise econômica iniciada pelo Pânico de 1837 que já estava entrando em seu sexto ano em 1842. Uma bolha especulativa havia estourado entre 1836 e 1839 causando a ruína do setor financeiro e a subsequente depressão. O país acabou ficando muito dividido sobre a melhor resposta contra a crise. Uma década antes, quando a economia ainda estava forte, o Congresso havia prometido uma redução dos odiados impostos federais aos estados do sul. Os estados do norte acolhiam os impostos já que estes protegiam suas indústrias, porém o sul não possuía uma base industrial e dependia de livre acesso aos mercados britânicos para vender seu algodão. 1842 fora o ano prometido em que os impostos seriam reduzidos. Tyler lamentou que seria necessário sobrepor o Compromisso de 1833 e aumentar os impostos para além do limite de vinte por cento. Isto iria suspender o programa de distribuição segundo o acordo anterior, com todas as rendas ficando com o governo federal.
Os Whigs recusaram-se a aumentar os impostos de maneira a afetar a distribuição. Eles aprovaram dois projetos de lei em 1842 que aumentariam os impostos e ampliariam incondicionalmente o programa de distribuição. Tyler vetou ambos os projetos, destruindo qualquer ligação restante com o partido, por acreditar que era impróprio continuar a distribuição ao mesmo tempo que as rendas federais necessitavam de um aumento de impostos. O Congresso tentou novamente ao combinar os dois projetos de lei em um só; o presidente vetou mais uma vez, enfurecendo muitos congressistas, que mesmo assim foram incapazes de derrubar o veto. Já que alguma ação era necessária, os Whigs, liderados por Millard Fillmore, presidente do Comitê de Formas e Meios, aprovaram em cada câmara por um voto um projeto de lei restaurando os impostos para os mesmos níveis de 1832 e encerrando o programa de distribuição. Tyler assinou a Tarifa de 1842 em 30 de agosto, deixando expirar um projeto separado restaurando a distribuição.

#### Impeachment
Os Whigs na Câmara dos Representantes iniciaram pouco depois dos vetos dos impostos o primeiro processo de impeachment contra um presidente na história dos Estados Unidos. Isto não foi apenas uma questão do apoio dos Whigs às legislações vetadas por Tyler; até a presidência de Jackson, o arqui-inimigo do partido, os presidentes raramente vetavam projetos de lei e, se ocorria, era geralmente por motivos de algo ser inconstitucional ou não. As ações de Tyler iam de encontro à opinião dos Whigs de que o presidente deveria permitir que o Congresso tomasse decisões relacionadas com política. O deputado John Botts apresentou uma resolução em 10 de julho de 1842. Ela colocava várias acusações contra o presidente e pedia por um comitê de nove pessoas para investigar seu comportamento, com a expectativa de uma recomendação formal por impeachment. Clay achou que essa medida foi prematuramente agressiva, favorecendo uma progressão mais "moderada" até o impeachment "inevitável" de Tyler. A resolução de Botts foi adiada até janeiro do ano seguinte, quando foi rejeitada por 127 votos a 83.
Um comitê liderado por John Quincy Adams condenou o uso do veto e criticou a personalidade do presidente. Adams era um abolicionista ferrenho e não gostava do fato de Tyler ser dono de escravos. Apesar do relatório do comitê não ter formalmente recomendado um impeachment, ele claramente estabelecia a possibilidade. A Câmara dos Representantes apoiou o relatório em agosto de 1842 por 98 votos contra noventa. Adams patrocinou uma emenda constitucional a fim de alterar a necessidade de uma maioria de dois terços na anulação de vetos para uma maioria simples, porém as duas câmaras nunca aprovaram tal medida. Os Whigs não conseguiram continuar os processos de impeachment no subsequente Vigésimo Oitavo Congresso, pois nas eleições de 1842 eles mantiveram a maioria no Senado porém perderam o controle da Câmara dos Representantes. O Congresso posteriormente conseguiu anular um veto de Tyler sobre um projeto de lei menor um dia antes do final de seu mandato em 3 de março de 1845. Esta foi a primeira instância da anulação de um veto presidencial na história dos Estados Unidos.

### Gabinete
As batalhas entre Tyler e os Whigs no Congresso fizeram com que vários de seus nomeados para o Gabinete fossem rejeitados. Ele tinha pouco apoio dos Democratas e, sem muito apoio dos dois grandes partidos da época, muitas de suas indicações foram rejeitadas sem importar as qualificações do indicado. Era sem precedentes a indicação de um presidente para o gabinete ser rejeitada, porém James Madison havia retido em 1809 a indicação de Albert Gallatin como Secretário de Estado devido oposições no Senado. Foi apenas em 1868 que outra indicação para o gabinete foi rejeitada, quando Henry Stanbery foi rejeitado pelo Senado como Procurador-Geral.
Quatro dos indicados de Tyler foram rejeitados, o maior número de qualquer presidente na história norte-americana. Esses foram Caleb Cushing para Secretário do Tesouro, David Henshaw para Secretário da Marinha, James Madison Porter para Secretário da Guerra e James S. Green também para Secretário do Tesouro. Henshaw e Porter serviram como nomeações de recesso antes de suas rejeições. Tyler nomeou Cushing repetidas vezes, que acabou rejeitado três vezes em um único dia em 3 de março de 1843, o último dia do Vigésimo Sétimo Congresso.

### Exterior e exército
As dificuldades de Tyler com sua política doméstica contrastaram muito com algumas realizações notáveis alcançadas nas políticas estrangeiras. Ele há muito defendia o expansionismo em direção ao Oceano Pacífico e o livre comércio, gostando de evocar os temas de destino nacional e propagação da liberdade para apoiar essas políticas. Suas políticas alinhavam-se com os esforços anteriores de Jackson a fim de promover o comércio norte-americano pelo Pacífico. Tyler queria muito competir com o Reino Unido nos mercados internacionais, enviando Cushing para a China, onde ele negociou em 1844 o Tratado de Wanghia.
O presidente aplicou a Doutrina Monroe para o Havaí (apelidada de "Doutrina Tyler") durante uma mensagem especial para o Congresso em 1842, avisando para o Reino Unido não interferir nas ilhas e começando um processo que levou a eventual anexação do Havaí pelos Estados Unidos no final do século.
Webster negociou em 1842 o Tratado Webster-Ashburton com o Reino Unido, que estabelecia a localização da fronteira do Canadá com o Maine. Essa questão havia causado conflitos entre norte-americanos e britânicos por décadas e quase levou os dois países para a guerra diversas vezes. Esse tratado melhorou as relações anglo-americanas. Entretanto, Tyler não conseguiu concluir um tratado com o Reino Unido sobre as fronteiras do Oregon. A Flórida foi aceita como o 27º estado em 3 de março de 1845, seu último dia completo na presidência.
Tyler defendia um aumento na força militar. Seu governo foi elogiado por líderes navais, que viram a oportunidade para um crescimento no mercado de navios de guerra. O presidente encerrou em 1842 a longa e sangrenta Segunda Guerra Seminole, expressando interesse em forçar a assimilação cultural dos povos nativos norte-americanos. Ele também defendeu o estabelecimento de uma rede de fortes a partir de Council Bluffs em Iowa até a costa do Oceano Pacífico.
A Rebelião de Dorr estourou em Rhode Island em maio de 1842, com Tyler ponderando sobre o pedido do governador Samuel Ward King e da legislatura estadual sobre enviar tropas federais a fim de suprimir os insurgentes. Estes eram liderados por Thomas Wilson Dorr e haviam se armado com o objetivo de propor uma nova constituição para o estado. Antes disso, Rhode Island estava seguindo a mesma estrutura constitucional que fora estabelecida em 1663. O presidente pediu calma para ambos os lados e recomendou que o governador ampliasse as estruturas do estado a fim de permitir o voto para a maioria dos homens. Tyler também prometeu enviar auxilio militar para apoiar o governo regular caso uma verdadeira insurreição armada ocorresse. Ele deixou claro que a assistência federal seria dada para subjugar e revolta, não preveni-la, assim sendo não estaria disponível até a ocorrência de violência. Depois de ouvir relatórios de seus agentes secretos, o presidente decidiu que "assembleias sem lei" haviam se dispersado e expressou confiança em um "temperamento de conciliação assim como de energia e decisão". Ele não enviou forças federais. Os rebeldes fugiram do estado quando a milícia estadual marchou contra eles, porém o incidente levou a um sufrágio maior dentro de Rhode Island.

### Nomeações
Duas vacâncias na Suprema Corte dos Estados Unidos ocorreram durante a presidência de Tyler, resultado das mortes dos juízes Smith Thompson e Henry Baldwin respectivamente em 1843 e 1844. O presidente, sempre em conflito com o Congresso, nomeou vários homens a fim de preencher esses cargos. Entretanto, o Senado repetidas vezes votou contra a confirmação de John Canfield Spencer, Reuben H. Walworth, Edward King e John M. Read; Walworth foi rejeitado três vezes enquanto King duas. Uma das razões citadas pelas ações do Senado foi a esperança de que Clay preencheria essas vacâncias depois de vencer a eleição presidencial de 1844. As quatro nomeações mal-sucedidas de Tyler são o maior número de qualquer presidente na história.
Finalmente em fevereiro de 1845, menos de um mês antes do final de seu mandato, sua nomeação de Samuel Nelson para a vaga de Thompson foi confirmada pelo Senado. Nelson era um Democrata que tinha a reputação de um jurista cuidadoso e não-convencional. Sua confirmação mesmo assim foi uma surpresa. O assento de Baldwin permaneceu vago até Robert Cooper Grier, uma nomeação de James K. Polk, ser confirmado em 1846.

### Anexação do Texas
Tyler pouco depois de tornar-se presidente fez da anexação da República do Texas parte de sua plataforma de governo. O Texas havia declarado sua independência do México em 1836 durante a Revolução do Texas, porém o México se recusou a reconhecê-lo como um país independente. O povo do Texas ativamente foi atrás de unir-se aos Estados Unidos, porém Jackson e Van Buren estavam relutantes em inflamar as tensões da escravidão ao anexar outro estado sulista. Tyler, por outro lado, queria que a anexação fosse o ponto central de seu governo. Webster era contra, conseguindo convencer o presidente a focar-se em iniciativas no Pacífico até mais adiante em seu mandato. Apesar de historiadores e acadêmicos concordarem que Tyler desejava um expansionismo para o oeste, eles discordam sobre as motivações. O biógrafo Edward C. Crapol sugere que Tyler, em sua época de deputado federal durante a presidência de James Monroe, havia sugerido que a escravidão era uma "nuvem negra" pairando sobre a União que precisaria ser "dispersada", para que assim com um número menor de negros nos velhos estados escravagistas um processo gradual de emancipação começaria na Virgínia e espalharia-se para outros estados. Entretanto, o historiador William W. Freehling escreveu que a motivação de Tyler para anexar o Texas era derrotar supostos esforços do Reino Unido de promover a emancipação dos escravos texanos para que assim a instituição fosse enfraquecida nos Estados Unidos.

#### Início

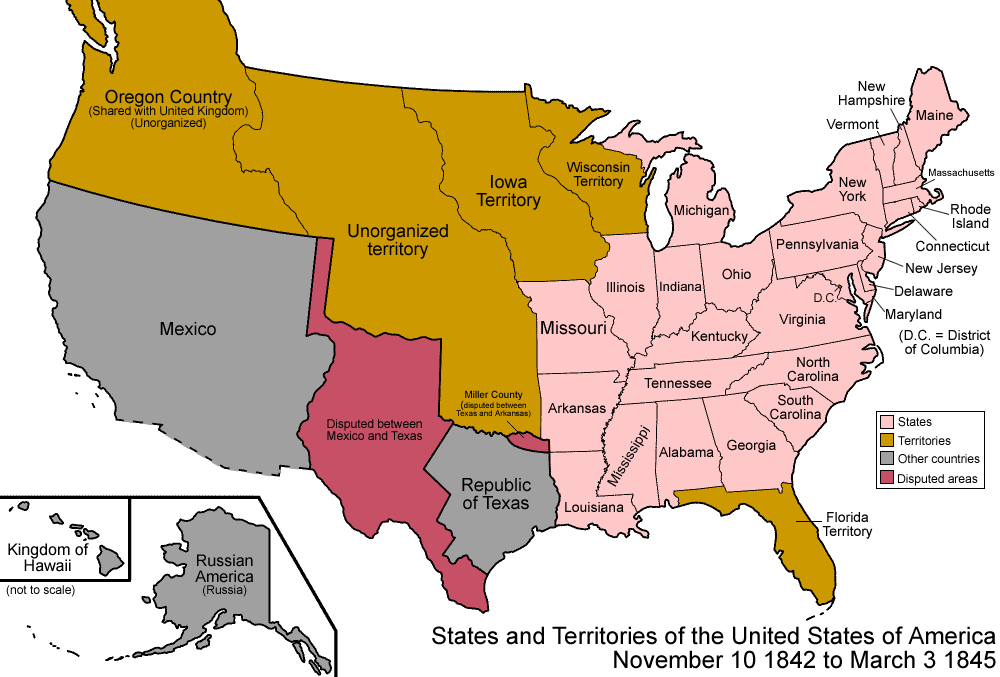
As fronteiras dos Estados Unidos por volta de 1843. O Tratado Webster–Ashburton formalizou a fronteira do Maine no nordeste, enquanto a República do Texas no sudoeste tinha disputas de fronteiras com o México

Tyler sentiu-se pronto para ir atrás do Texas em 1843 depois do Tratado Webster–Ashburton e outros esforços diplomáticos terem sido finalizados. Sem um partido próprio, ele viu a anexação como seu único meio para uma reeleição em 1844. O presidente estava pela primeira vez na sua vida disposta a jogar o "jogo político" a fim de alcançá-la. Tyler enviou seu aliado Thomas Walker Gilmer, então um deputado da Virgínia, para publicar uma carta defendendo a anexação a fim de sondar a reação, que mostrou-se bem positiva. O presidente tinha uma relação bem sucedida com Webster, porém sabia que precisaria de um Secretário de Estado que apoiasse a iniciativa sobre o Texas. O secretário percebeu a mudança de foco do presidente e já estava com seu tratado com os britânicos concluído, com Tyler forçando a renúncia de Webster e instaurando Hugh S. Legaré como sucessor interino.
Com o auxílio de John Canfield Spencer, recém nomeado Secretário do Tesouro, Tyler fez uma limpa nos funcionários públicos e os substituiu por partidários pró-anexação, uma inversão de sua posição anterior contra a patronagem. Tirou ajuda do organizador político Michael Walsh afim de construir uma base em Nova Iorque. O jornalista Alexander G. Abell escreveu uma lisonjeira biografia chamada Life of John Tyler, publicada em grandes quantidades e entregue a chefes dos correios para distribuição, em troca de uma nomeação de cônsul no Havaí. O presidente embarcou em uma viagem pelo país em 1843 a fim de reabilitar sua imagem. A recepção positiva do público contrastou com seu ostracismo em Washington. A viagem centrou-se na dedicação do Monumento a Bunker Hill em Boston. Tyler descobriu sobre a repentina morte de Legaré pouco depois, algo que diminuiu as festividades e o fez cancelar o resto da viagem.
Typer nomeou Abel P. Upshur, o popular Secretário da Marinha e conselheiro próximo, como o novo Secretário de Estado e nomeou Gilmer a fim de preencher o antigo cargo de Upshur. Tyler e Upshur começaram negociações com o governo do Texas, prometendo proteção militar em troca de comprometimento com a anexação. Segredo era necessário pois a Constituição exigia aprovação do Congresso para comprometimentos desse tipo. Upshur plantou rumores de possíveis planos britânicos para o Texas com o objetivo de aumentar o apoio dentre os eleitores nortenhos, que estavam reticentes em aceitar um novo estado escravagista. O secretário disse ao Texas em janeiro de 1844 que havia uma grande maioria dos era a favor de um tratado de anexação. A república permaneceu cética e a finalização do tratado demorou até o fim de fevereiro.

#### USSPrinceton

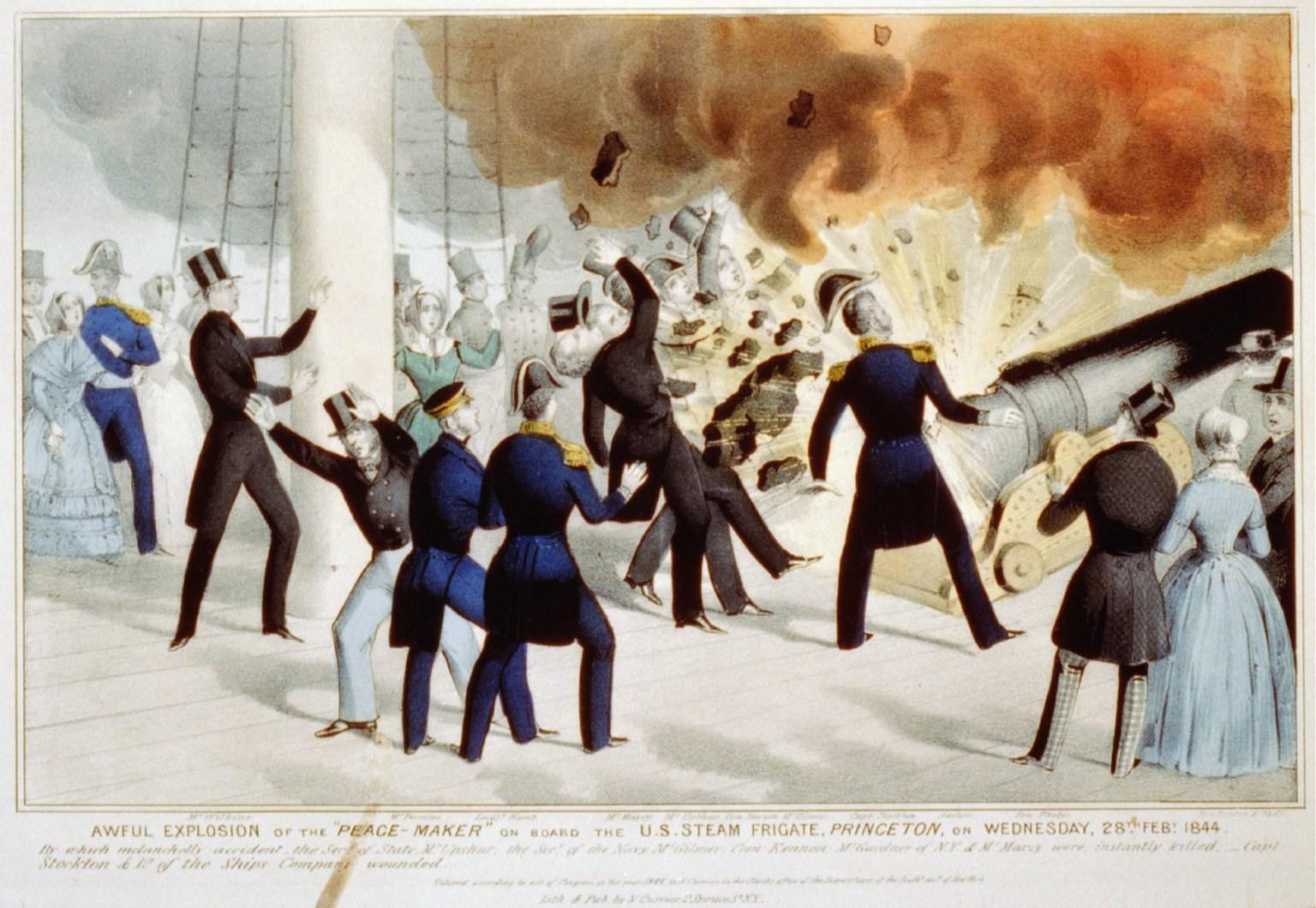
Litografia contemporânea do desastre Princeton

Uma viagem cerimonial pelo rio Potomac foi realizada a bordo do recém construído navio de guerra USS Princeton em 28 de fevereiro de 1844, um dia após a finalização do tratado de anexação. A bordo estava quatrocentos convidados, incluindo Tyler e seu gabinete, além do maior canhão naval do mundo na época, o "Pacificador". A arma disparou cerimonialmente várias vezes durante a tarde para o deleite dos passageiros, que então foram até o convés inferior para um brinde. O capitão Robert F. Stockton foi convencido pela multidão várias horas depois a disparar o canhão mais uma vez. Enquanto os convidados voltavam para cima, Tyler parou brevemente para ver seu genro William Waller cantar uma cantiga.
O canhão acabou explodindo. Tyler não se machucou por ter ficado em segurança no convés inferior, porém várias outras pessoas foram mortas instantaneamente, incluindo dois dos principais membros de seu gabinete: Upshur e Gilmer. Também mortos ou mortalmente feridos estavam Virgil Maxcy, encarregado de negócios na Bélgica; o civil David Gardiner; o comodoro Beverly Kennon, chefe de construção da Marinha dos Estados Unidos; e também Armistead, o escravo e criado pessoal de Tyler. A morte de Gardiner teve um efeito devastador em sua filha Julia, que desmaiou e foi carregada até um local seguro pelo próprio presidente. Ela posteriormente recuperou-se de seu luto e casou-se com Tyler em junho.
Para Tyler, foram instantaneamente destruídas quaisquer esperanças de completar a anexação do Texas até novembro e consequentemente qualquer chance de reeleição. O historiador Edward P. Crapol mais tarde escreveu: "Antes da Guerra Civil e o assassinato de Abraham Lincoln", o desastre do Princeton "foi inquestionavelmente a tragédia mais séria e debilitadora a confrontar um Presidente dos Estados Unidos".

#### Ratificação
Tyler nomeou o ex-vice-presidente John C. Calhoun como o novo Secretário de Estado em março de 1844, um movimento que o Centro Miller considerou "um erro tático sério que arruinou o esquema [de estabelecer respeitabilidade política para o presidente]". Seu amigo o deputado Henry A. Wise escreveu que ele próprio ofereceu a posição a Calhoun após o desastre do Princeton através de um colega, que presumiu que a oferta tinha vindo do presidente. Tyler ficou furioso quando Wise lhe contou o que havia feito mas achou que a ação agora deveria ser mantida. Calhoun era um grande defensor da escravidão, com todas suas tentativas de aprovar o tratado da anexação consequentemente enfrentando resistência dos abolicionistas. O texto do tratado acabou vazando e enfrentou oposição dos Whigs, que eram contra qualquer coisa que poderia melhorar a posição de Tyler, além de inimigos da escravidão e aqueles que temiam um confronto com o México, que tinha anunciado que consideraria a anexação um ato hostil por parte dos Estados Unidos. Tanto Clay quanto Van Buren, os favoritos para as indicações presidenciais Whig e Democrata, decidiram realizar uma reunião particular na casa do ex-presidente a fim de se oporem à anexação. Tyler soube disso e não esperava que o tratado fosse aprovado quando o enviou em abril de 1844 para ratificação no Senado.

#### Eleição de 1844
Tyler começou a se reaproximar de seu antigo Partido Democrata depois de romper com os Whigs em 1841, porém os membros desse, especialmente os seguidores de Van Buren, não estavam prontos para recebê-lo. Ele sabia que, com suas chances de reeleição sendo baixas, o único modo de salvar sua presidência e legado era colocar a opinião pública a favor da questão do Texas. O presidente formou um terceiro partido chamado de Democrático-Republicano por meio de funcionários públicos e contatos políticos que havia construído ao longo dos anos. Uma rede de jornais pró-Tyler ao redor do país colocaram editoriais nos primeiros meses de 1844 promovendo sua candidatura. Relatórios de encontros realizados pelo país sugeriram que o apoio pelo presidente não estava limitado a funcionários públicos, como frequentemente foi pensado. Os apoiadores de Tyler seguraram cartazes escritos "Tyler e Texas!" e realizaram sua convenção em Baltimore em maio, bem quando os Democratas também estavam fazendo sua convenção. Eles deram a indicação ao presidente em 27 de maio com grande energia e visibilidade.
Os Democratas foram forçados a aceitar a anexação do Texas como parte de sua plataforma, porém houve uma grande batalha pela indicação presidencial. Van Buren não conseguiu alcançar a maioria necessária de delegados votação após votação, lentamente perdendo votos. Foi apenas na nona votação que os Democratas voltaram sua atenção para James K. Polk, um candidato menos proeminente que apoiava a anexação. Eles o acharam perfeitamente compatível com sua plataforma e o nomearam com dois terços dos votos. Tyler considerou seu trabalho vindicado e sugeriu em uma carta de aceitação que a anexação era sua verdadeira prioridade em vez da reeleição.

#### Finalização
Tyler ficou impassível em junho de 1844 quando os Whigs do Senado rejeitaram seu tratado, acreditando que a anexação estava ao alcance. Ele pediu para o Congresso anexar o Texas por meio de uma resolução conjunta em vez de pôr tratado. O ex-presidente Jackson, grande apoiador da anexação, persuadiu Polk a receber Tyler de volta ao partido e ordenou que editores Democratas parassem de atacá-lo. O presidente ficou satisfeito com esses desenvolvimentos e saiu da disputa em agosto, apoiando Polk para a presidência. A apertada vitória deste contra Clay na eleição foi vista pelo governo Tyler como um mandato para a anexação. O presidente anunciou em sua última mensagem anual ao Congresso que "uma maioria controladora do povo e uma grande maioria dos estados declararam-se a favor da anexação imediata". A Câmara dos Representantes aprovou em fevereiro de 1845 por uma pequena margem de apenas 27 contra 25 uma resolução conjunta oferecendo termos de anexação ao Texas. Em 1 de março, três dias antes do fim de seu mandato, Tyler assinou o projeto em lei. O Texas aceitou os termos após alguns debates e entrou na união em 29 de dezembro de 1845 como o 28º estado.

## Vida pessoal

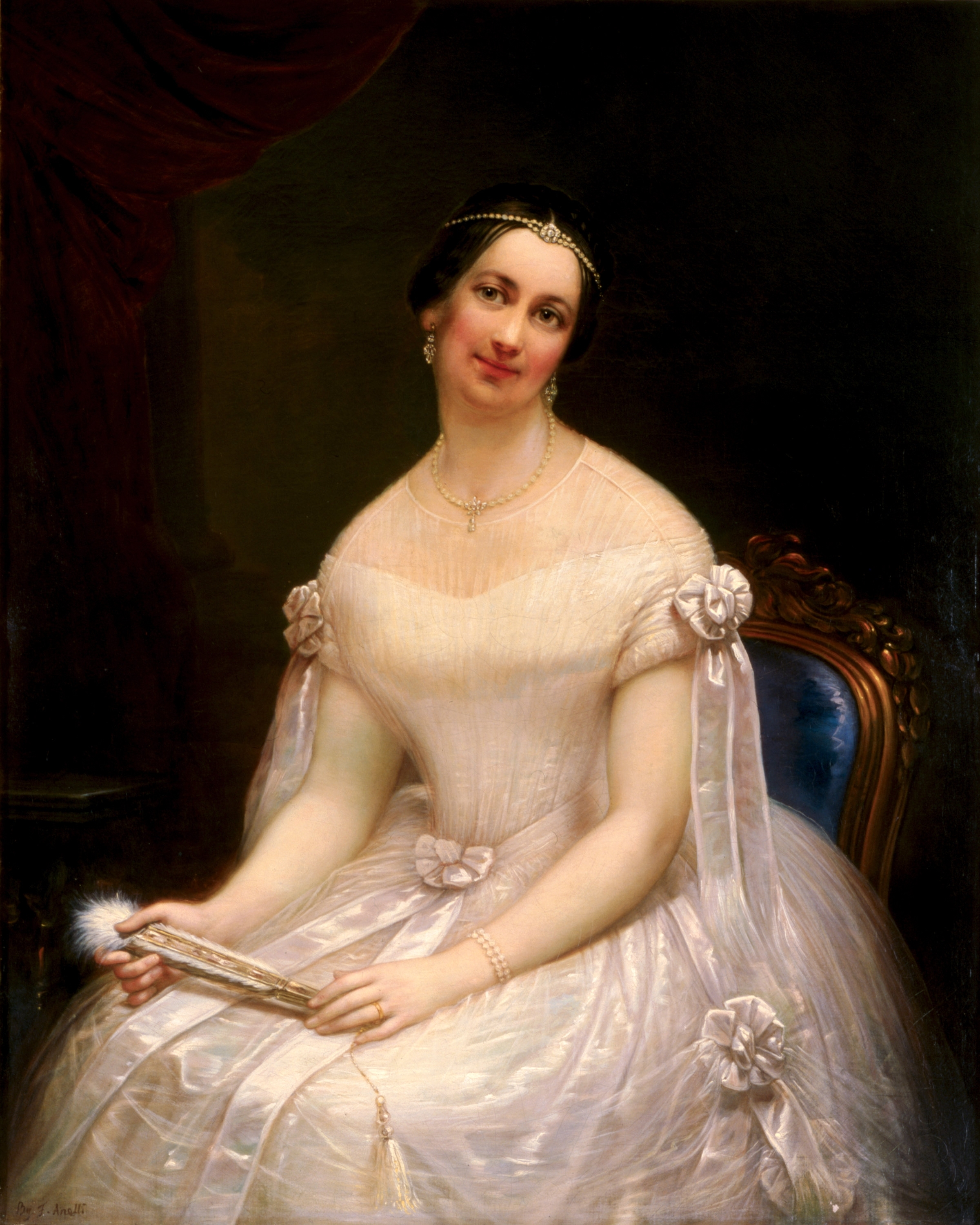
⠀⠀⠀⠀⠀⠀

Tyler teve mais filhos do que qualquer outro presidente. Ele se casou pela primeira vez em 29 de março de 1813 com Letitia Christian, com quem teve oito filhos: Mary (1815–1847), Robert (1816–1877), John (1819–1896), Letitia (1821–1907), Elizabeth (1823–1850), Anne (1825–1825), Alice (1827–1854) e Tazewell (1830–1874).
Letitia morreu de um derrame na Casa Branca em setembro de 1842. Tyler se casou uma segunda vez em 26 de junho de 1844 com Julia Gardiner, com quem teve sete filhos: David (1846–1927), John Alexander (1848–1883), Julia (1849–1871), Lachlan (1851–1902), Lyon (1853–1935), Robert Fitzwalter (1856–1927) e Pearl (1860–1947).
Apesar de sua família lhe ser querida, Tyler muitas vezes passava longos períodos longe de casa durante sua ascensão política. O dever lhe era importante como cavalheiro sulista, incluindo para com sua família. Ele escreveu em 1821 depois de recusar a reeleição para deputado que logo seria chamado para educar sua família cada vez maior. Era difícil praticar direito em Washington durante parte do ano e sua fazenda era mais rentável quando estava disponível para administrá-la pessoalmente. Ele havia aceitado ter que passar parte do ano longe da família pela época em que entrou no Senado em 1827, porém mesmo assim procurou manter-se próximo dos filhos por cartas.
Tyler foi atacado em dezembro de 1841 pelo editor abolicionista Joshua Leavitt, que o acusou de ter sido pais de vários filhos com suas escravas e depois tê-los vendido. Várias famílias afro-americanas de hoje tem a tradição oral de afirmarem serem descendentes de Tyler, porém não existem evidências concretas que isso seja verdade.
Em 2019, dois netos de Tyler ainda estão vivos, fazendo dele o ex-presidente mais antigo com parentesco direto ainda vivo. Lyon Gardiner Tyler Jr. nasceu em 1924 e Harrison Ruffin Tyler em 1928. Lyon reside em Franklin, Tennessee, e Harrison Tyler mantém a casa da família, Sherwood Forest Plantation, no Condado de Charles City, Virgínia.

## Pós-presidência

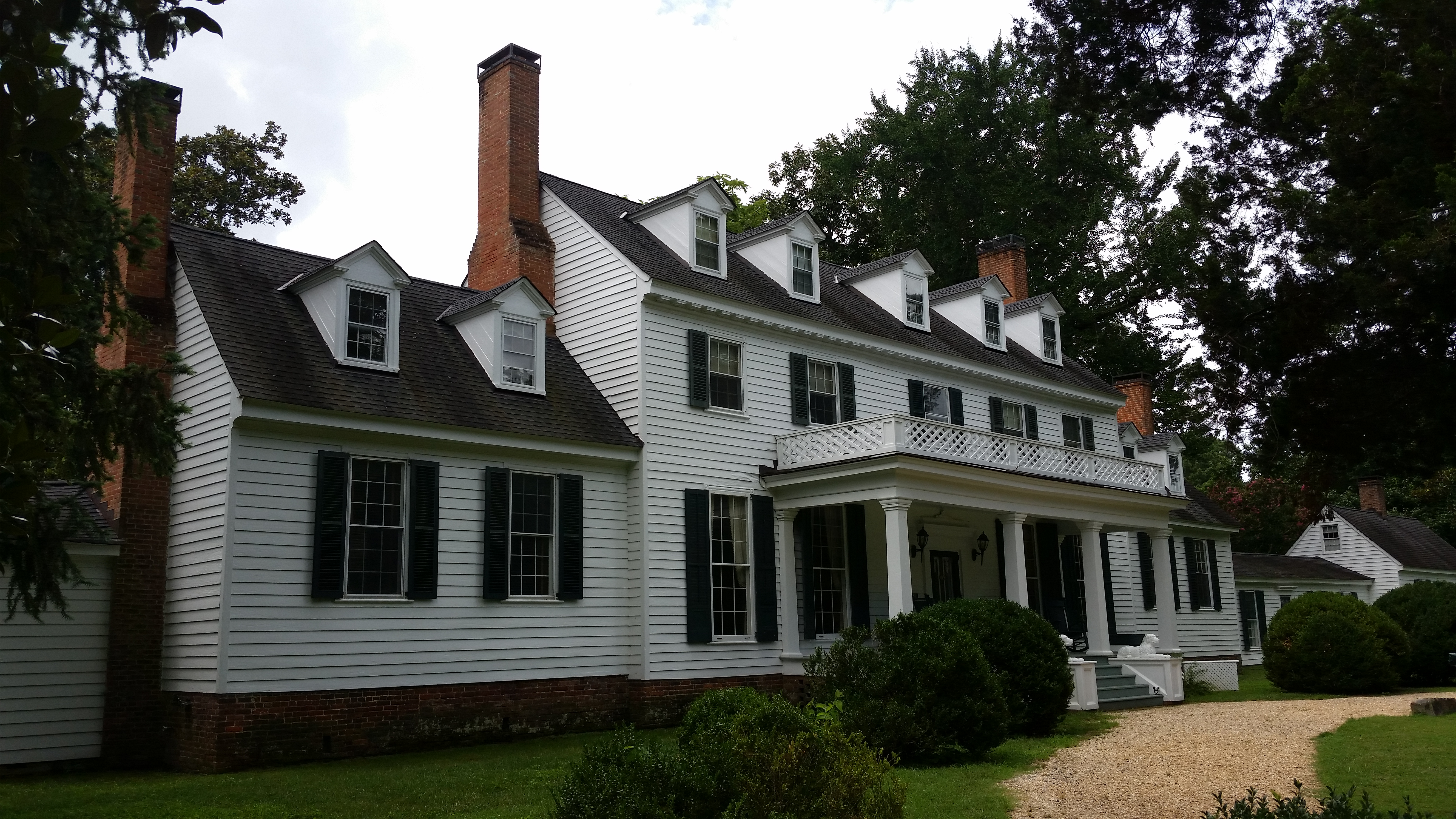
A casa da Sherwood Forest Plantation, em que Tyler viveu depois de deixar a presidência

Tyler foi para sua plantation na Virgínia, originalmente chamada de Walnut Grove, localizada no rio James no Condado de Charles City. Ele a renomeou para Sherwood Forest em referência às histórias de Robin Hood para significar que havia sido "proscrito" pelos Whigs. Ele levava a vida de fazendeiro a sério e trabalhou para manter grandes ganhos. Seus vizinhos, em sua maioria Whigs, lhe nomearam em 1847 como gozação para o cargo menor de supervisor das estradas. Para desgosto de todos ele levou o trabalho a sério, frequentemente convocando seus vizinhos para concederem escravos a fim de trabalharem nas estradas, insistindo em continuar seus deveres mesmo depois dos vizinhos terem lhe pedido para parar. Tyler saiu da vida política e raramente recebia visitas de amigos. Ocasionalmente recebia o pedido de um discurso público, porém não foi procurado como conselheiro. Um discurso notável foi na inauguração de um monumento a Clay; o ex-presidente reconheceu as batalhas políticas entre os dois, mas elogiou seu antigo colega, quem sempre admirou por ter conseguido alcançar o Compromisso dos Impostos de 1833. Tyler passava seu tempo com a aristocracia da Virgínia, indo a festas, visitando ou sendo visitado por famílias proeminentes, e com verões na sua residência à beira mar Villa Margaret.
Várias comunidades da Vírginia organizaram milícias depois do ataque de John Brown contra a cidade de Harpers Ferry em outubro de 1859 ter acendido os temores antigos e novos de uma tentativa abolicionista para libertar escravos. A comunidade de Tyler organizou uma tropa de cavalaria e uma companhia de guardas; o ex-presidente foi escolhido para comandar a guarda com a patente de capitão. Tyler voltou para a vida pública nas vésperas da Guerra de Secessão como um participante da Conferência de Paz da Virgínia realizada em Washington em fevereiro de 1861 com o objetivo de tentar encontrar um meio para impedir a guerra civil. A convenção procurou um acordo mesmo enquanto a Constituição Confederada estava sendo elaborada na Virgínia. Apesar de seu papel de liderança na conferência, Tyler foi contra suas resoluções finais por achar que haviam sido escritas por delegados livres, não protegiam os direitos de donos de escravos nos territórios e pouco adiantariam para manter o sul e restaurar a união, por fim votando contra todas as sete resoluções. Estas foram enviadas ao Congresso no final de fevereiro de 1861 como emendas à Constituição.

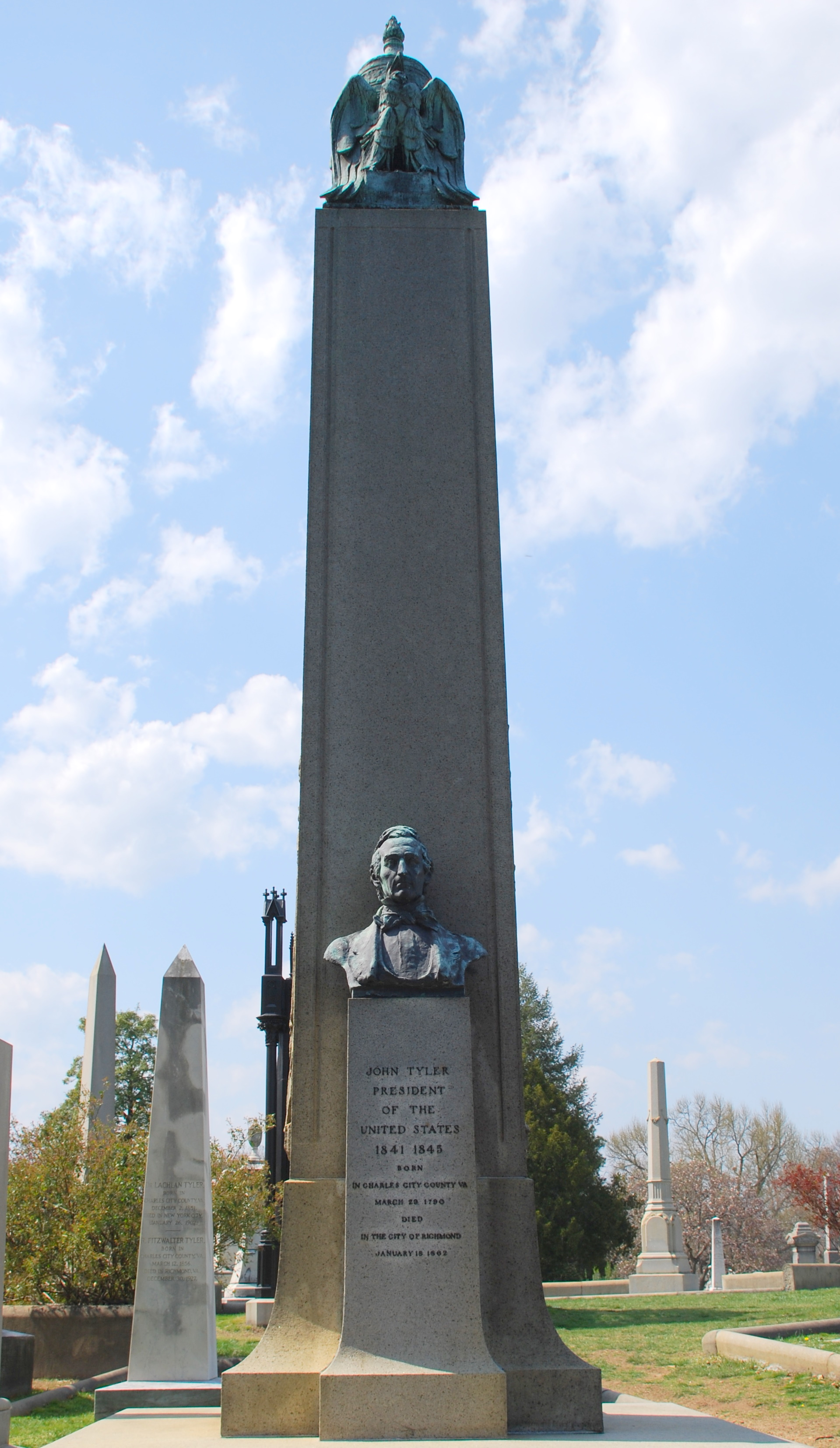
Obelisco marcando o túmulo de Tyler no Cemitério Hollywood

Tyler foi eleito para a Convenção de Secessão da Virgínia no mesmo dia que a Conferência de Paz começou, presidindo sua sessão de abertura em 13 de fevereiro. O ex-presidente abandonou quaisquer esperanças de um meio termo quando o Congresso rejeitou as resoluções, passando a ver a secessão como a única opção e incorretamente prevendo que uma separação limpa dos estados do sul não causaria uma guerra. Ele votou em 4 de abril pela secessão da Virgínia, porém esta foi rejeitada pela convenção. Tyler votou novamente pela secessão, desta vez com a maioria, após o ataque contra o Forte Sumter em 17 de abril e a convocação de tropas por parte do presidente Abraham Lincoln. O ex-presidente liderou um comitê que negociou os termos de entrada da Virgínia nos Estados Confederados da América e ajudou no estabelecimento dos salários dos oficiais militares. Tyler assinou em 14 de junho a Ordenança da Secessão, sendo eleito unanimemente pela convenção como delegado no Congresso Confederado Provisório. Ele participou do congresso de 1 de agosto de 1861 até pouco antes de sua morte no ano seguinte. Tyler foi eleito deputado confederado em novembro, porém morreu antes do começo da primeira sessão.

### Morte
Tyler sofreu de saúde ruim por toda sua vida. Enquanto envelhecia passou a sofrer de resfriados mais frequentes durante os invernos. Ele vomitou e desmaiou em Richmond no dia 12 de janeiro de 1862 depois de reclamar de calafrios e tontura. Tyler foi tratado, porém não melhorou e fez planos para retornar para a Sherwood Forest por volta do dia 18. Ele começou a sufocar enquanto deitava-se para dormir na noite anterior a sua partida, com Julia chamando seu médico. Ele tomou um último gole de conhaque pouco depois da meia-noite e disse ao seu médico: "Estou indo. Talvez seja melhor". Tyler morreu pouco depois em 18 de janeiro de 1862, provavelmente vítima de um derrame.
Sua morte foi a única na história presidencial norte-americana a não ser oficialmente reconhecida em Washington por causa de sua aliança com a Confederação. Tyler havia pedido um enterro simples, porém o presidente confederado Jefferson Davis elaborou um enorme funeral de cunho político, pintando Tyler como um herói da nova nação. De acordo, seu caixão foi coberto com a bandeira dos Estados Confederados; ele permanece até hoje como o único presidente dos Estados Unidos a ser enterrado sob uma bandeira estrangeira. Tyler foi enterrado do Cemitério Hollywood em Richmond na Virgínia, bem perto do túmulo do presidente James Monroe.

## Legado

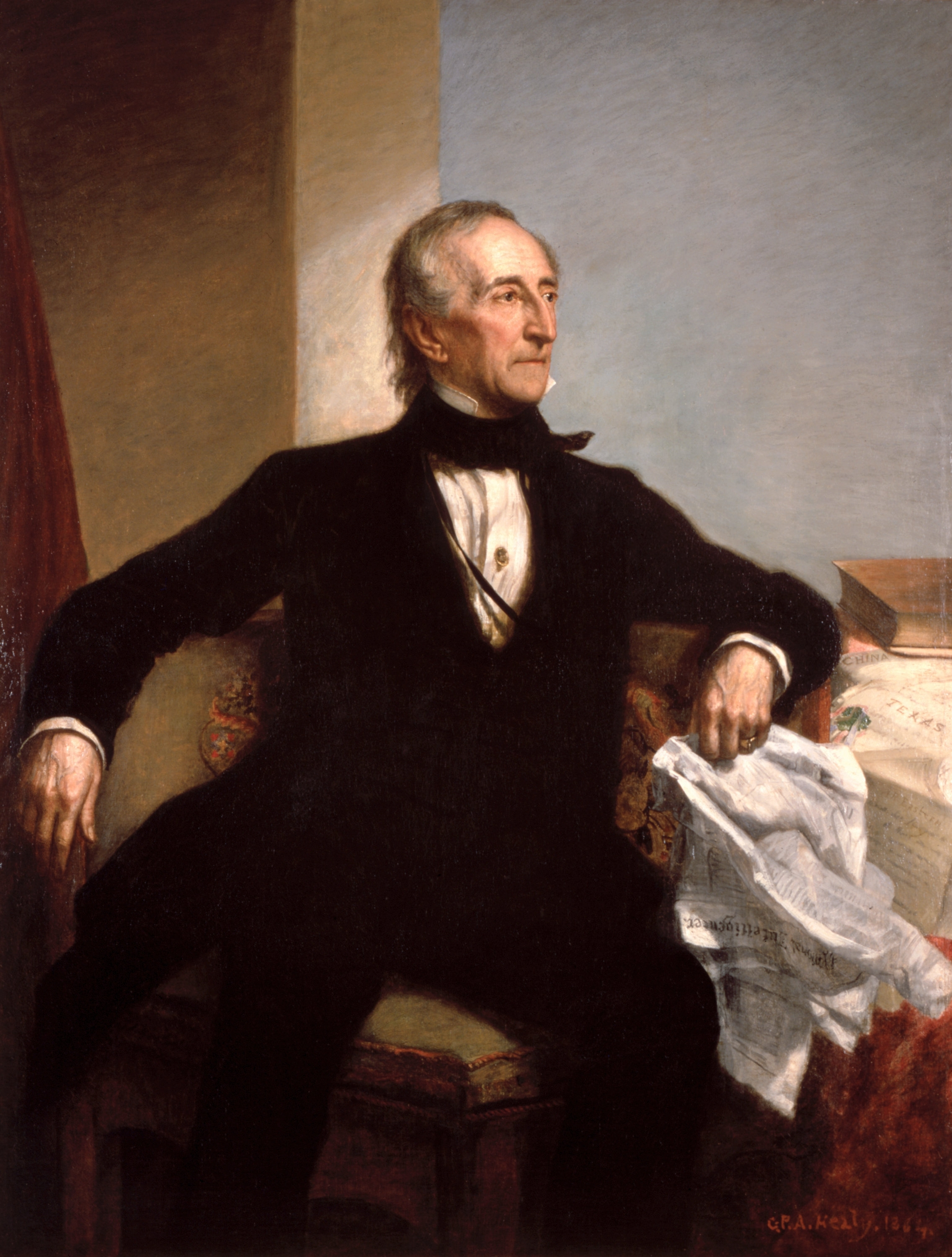
Retrato oficial da Casa Branca de Tyler, por George Peter Alexander Healy em 1864

A presidência de Tyler já provocou respostas divisivas por partes de historiadores e acadêmicos, sendo geralmente tida em baixa estima. Edward P. Crapol começou sua biografia do ex-presidente escrevendo que "Outros biógrafos e historiadores argumentaram que John Tyler era um chefe executivo desafortunado e inapto cuja presidência foi gravemente falha". O historiador Dan Monroe observou que o governo de Tyler "é geralmente classificado como um dos menos bem sucedidos". Robert Seager II afirmou que Tyler "Não foi nem um grande presidente, nem um grande intelectual", comentando que apesar de algumas realizações, "sua administração tem sido e deve ser contada como uma mal-sucedida por qualquer medida moderna". Uma pesquisa realizada em 2009 pela C-SPAN com 65 historiadores colocou Tyler em 35º dos 42 homens que já haviam ocupado o cargo até então.
De acordo com o historiador William W. Freehling, a pretensão de Tyler após a morte de Harrison de que possuía a totalidade dos poderes presidenciais "estabeleceu um precedente enormemente importante". Sua insistência bem-sucedida de que era o presidente e não um guardião ou presidente em exercício tornou-se o modelo para a sucessão de outros sete presidentes nos séculos XIX e XX. As ações de Tyler ao assumir tanto o título quanto os poderes completos da presidência só seriam legalmente reconhecidas em 1967, quando foram codificados na Vigésima Quinta Emenda.
Acadêmicos elogiaram a política externa de Tyler. Monroe lhe credita com "realizações como o tratado Webster–Ashburton que iniciou as perspectivas de melhores relações com a Grã-Bretanha, a anexação do Texas, que adicionou milhões de acres ao domínio nacional". Crapol argumentou que Tyler "foi um presidente mais forte e mais efetivo do que é geralmente lembrado", enquanto Seager II escreveu que "Eu o acho um homem corajoso e de princípios, um lutador justo e honesto por suas crenças". O autor Ivan Eland avaliou os 44 primeiros presidentes dos Estados Unidos usando critérios de paz, prosperidade e liberdade, com Tyler ficando em primeiro lugar na lista final. Louis Kleber afirmou que Tyler trouxe integridade para a Casa Branca em uma época em que muitos políticos não a tinham, recusando-se a abrir mão de seus princípios a fim de evitar a ira de seus oponentes. Crapol argumentou que a aliança do ex-presidente com a Confederação ofusca boa parte das coisas boas que fez como presidente: "A reputação histórica de John Tyler ainda não se recuperou totalmente da decisão trágica de trair sua lealdade e comprometimento para aquilo que uma vez ele definiu como 'o primeiro grande interesse Americano' – a preservação da União".
Norma Lois Peterson sugeriu que a falta de sucesso geral de Tyler se deu por fatores externos que teriam afetado qualquer pessoa que estivesse na Casa Branca. Principal entre eles foi Clay, que estava determinado em alcançar sua própria visão para o país e não tolerava oposição. Os Whigs desejavam um presidente dominado pelo Congresso após o grande uso por Jackson dos poderes executivos, consequentemente Clay tratava Tyler como subordinado. O presidente ressentiu isso, gerando o conflito entre os dois ramos que acabou dominando sua presidência. Peterson salientou os avanços estrangeiros de Tyler e definiu sua presidência como "falha ... mas ... não um fracasso".
Apesar de acadêmicos elogiarem e criticarem Tyler, o público em geral tem pouca consciência sobre ele. Vários escritores já o retrataram como um dos presidentes mais obscuros. Como Seager II afirmou: "Seus compatriotas geralmente se lembram, se já ouviram alguma vez falar dele, como o final rimado de uma cativante canção de campanha".